# Séries éliminatoires de la Coupe Stanley 2025
Année précédente Année suivante
Les séries éliminatoires de la Coupe Stanley 2025 sont la partie finale de la saison de hockey sur glace de la Ligue nationale de hockey et font suite à la saison régulière 2024-2025. Elles débutent le 19 avril 2025.

## Contexte des séries
Les séries commence le 19 avril avec la série opposant le champion de la saison régulière, les Jets de Winnipeg à la 8e équipe de l'association de l'Ouest, les Blues de Saint-Louis.

## Tableau récapitulatif
|  | Quarts de finale d'association | Quarts de finale d'association | Quarts de finale d'association | Quarts de finale d'association |    |            | Demi-finales d'association | Demi-finales d'association | Demi-finales d'association | Demi-finales d'association |  |  | Finales d'association | Finales d'association | Finales d'association | Finales d'association |  |  | Finale de la Coupe Stanley | Finale de la Coupe Stanley | Finale de la Coupe Stanley | Finale de la Coupe Stanley |
|  |                                |                                |                                |                                |    |            |                            |                            |                            |                            |  |  |                       |                       |                       |                       |  |  |                            |                            |                            |                            |
|  | Du 20 avril au 1er mai         | Du 20 avril au 1er mai         | Du 20 avril au 1er mai         | Du 20 avril au 1er mai         |    |            | Du 5 au 18 mai             | Du 5 au 18 mai             | Du 5 au 18 mai             | Du 5 au 18 mai             |  |  | Du 20 au 28 mai       | Du 20 au 28 mai       | Du 20 au 28 mai       | Du 20 au 28 mai       |  |  | Du 4 au 17 juin            | Du 4 au 17 juin            | Du 4 au 17 juin            | Du 4 au 17 juin            |
|  | A1                             | Toronto                        | 4                              | 4                              |    |            | Du 5 au 18 mai             | Du 5 au 18 mai             | Du 5 au 18 mai             | Du 5 au 18 mai             |  |  | Du 20 au 28 mai       | Du 20 au 28 mai       | Du 20 au 28 mai       | Du 20 au 28 mai       |  |  | Du 4 au 17 juin            | Du 4 au 17 juin            | Du 4 au 17 juin            | Du 4 au 17 juin            |
|  | A1                             | Toronto                        | 4                              | 4                              |    |            | Du 5 au 18 mai             | Du 5 au 18 mai             | Du 5 au 18 mai             | Du 5 au 18 mai             |  |  | Du 20 au 28 mai       | Du 20 au 28 mai       | Du 20 au 28 mai       | Du 20 au 28 mai       |  |  | Du 4 au 17 juin            | Du 4 au 17 juin            | Du 4 au 17 juin            | Du 4 au 17 juin            |
|  | E7                             | Ottawa                         | 2                              | 2                              |    |            | Du 5 au 18 mai             | Du 5 au 18 mai             | Du 5 au 18 mai             | Du 5 au 18 mai             |  |  | Du 20 au 28 mai       | Du 20 au 28 mai       | Du 20 au 28 mai       | Du 20 au 28 mai       |  |  | Du 4 au 17 juin            | Du 4 au 17 juin            | Du 4 au 17 juin            | Du 4 au 17 juin            |
|  | E7                             | Ottawa                         | 2                              | 2                              | A1 | Toronto    | 3                          | 3                          |                            |                            |  |  | Du 20 au 28 mai       | Du 20 au 28 mai       | Du 20 au 28 mai       | Du 20 au 28 mai       |  |  | Du 4 au 17 juin            | Du 4 au 17 juin            | Du 4 au 17 juin            | Du 4 au 17 juin            |
|  | Du 22 au 30 avril              |                                |                                |                                | A1 | Toronto    | 3                          | 3                          |                            |                            |  |  | Du 20 au 28 mai       | Du 20 au 28 mai       | Du 20 au 28 mai       | Du 20 au 28 mai       |  |  | Du 4 au 17 juin            | Du 4 au 17 juin            | Du 4 au 17 juin            | Du 4 au 17 juin            |
|  |                                |                                | A3                             | Floride                        | 4  | 4          |                            |                            |                            |                            |  |  | Du 20 au 28 mai       | Du 20 au 28 mai       | Du 20 au 28 mai       | Du 20 au 28 mai       |  |  | Du 4 au 17 juin            | Du 4 au 17 juin            | Du 4 au 17 juin            | Du 4 au 17 juin            |
|  | A2                             | Tampa Bay                      | A3                             | Floride                        | 4  | 4          | 1                          | 1                          |                            |                            |  |  | Du 20 au 28 mai       | Du 20 au 28 mai       | Du 20 au 28 mai       | Du 20 au 28 mai       |  |  | Du 4 au 17 juin            | Du 4 au 17 juin            | Du 4 au 17 juin            | Du 4 au 17 juin            |
|  | A2                             | Tampa Bay                      | Du 6 au 15 mai                 |                                |    |            | 1                          | 1                          |                            |                            |  |  | Du 20 au 28 mai       | Du 20 au 28 mai       | Du 20 au 28 mai       | Du 20 au 28 mai       |  |  | Du 4 au 17 juin            | Du 4 au 17 juin            | Du 4 au 17 juin            | Du 4 au 17 juin            |
|  | A3                             | Floride                        | 4                              | 4                              |    |            |                            |                            |                            |                            |  |  | Du 20 au 28 mai       | Du 20 au 28 mai       | Du 20 au 28 mai       | Du 20 au 28 mai       |  |  | Du 4 au 17 juin            | Du 4 au 17 juin            | Du 4 au 17 juin            | Du 4 au 17 juin            |
|  | A3                             | Floride                        | 4                              | 4                              | A3 | Floride    | 4                          | 4                          |                            |                            |  |  |                       |                       |                       |                       |  |  | Du 4 au 17 juin            | Du 4 au 17 juin            | Du 4 au 17 juin            | Du 4 au 17 juin            |
|  | Du 21 au 30 avril              |                                |                                |                                | A3 | Floride    | 4                          | 4                          |                            |                            |  |  |                       |                       |                       |                       |  |  | Du 4 au 17 juin            | Du 4 au 17 juin            | Du 4 au 17 juin            | Du 4 au 17 juin            |
|  |                                |                                | M2                             | Caroline                       | 1  | 1          |                            |                            |                            |                            |  |  |                       |                       |                       |                       |  |  | Du 4 au 17 juin            | Du 4 au 17 juin            | Du 4 au 17 juin            | Du 4 au 17 juin            |
|  | M1                             | Washington                     | M2                             | Caroline                       | 1  | 1          | 4                          | 4                          |                            |                            |  |  |                       |                       |                       |                       |  |  | Du 4 au 17 juin            | Du 4 au 17 juin            | Du 4 au 17 juin            | Du 4 au 17 juin            |
|  | M1                             | Washington                     | Du 21 au 29 mai                |                                |    |            | 4                          | 4                          |                            |                            |  |  |                       |                       |                       |                       |  |  | Du 4 au 17 juin            | Du 4 au 17 juin            | Du 4 au 17 juin            | Du 4 au 17 juin            |
|  | E8                             | Montréal                       | 1                              | 1                              |    |            |                            |                            |                            |                            |  |  |                       |                       |                       |                       |  |  | Du 4 au 17 juin            | Du 4 au 17 juin            | Du 4 au 17 juin            | Du 4 au 17 juin            |
|  | E8                             | Montréal                       | 1                              | 1                              | M1 | Washington | 1                          | 1                          |                            |                            |  |  |                       |                       |                       |                       |  |  | Du 4 au 17 juin            | Du 4 au 17 juin            | Du 4 au 17 juin            | Du 4 au 17 juin            |
|  | Du 20 au 29 avril              |                                |                                |                                | M1 | Washington | 1                          | 1                          |                            |                            |  |  |                       |                       |                       |                       |  |  | Du 4 au 17 juin            | Du 4 au 17 juin            | Du 4 au 17 juin            | Du 4 au 17 juin            |
|  |                                |                                | M2                             | Caroline                       | 4  | 4          |                            |                            |                            |                            |  |  |                       |                       |                       |                       |  |  | Du 4 au 17 juin            | Du 4 au 17 juin            | Du 4 au 17 juin            | Du 4 au 17 juin            |
|  | M2                             | Caroline                       | M2                             | Caroline                       | 4  | 4          | 4                          | 4                          |                            |                            |  |  |                       |                       |                       |                       |  |  | Du 4 au 17 juin            | Du 4 au 17 juin            | Du 4 au 17 juin            | Du 4 au 17 juin            |
|  | M2                             | Caroline                       | Du 7 au 17 mai                 |                                |    |            | 4                          | 4                          |                            |                            |  |  |                       |                       |                       |                       |  |  | Du 4 au 17 juin            | Du 4 au 17 juin            | Du 4 au 17 juin            | Du 4 au 17 juin            |
|  | M3                             | New Jersey                     | 1                              | 1                              |    |            |                            |                            |                            |                            |  |  |                       |                       |                       |                       |  |  | Du 4 au 17 juin            | Du 4 au 17 juin            | Du 4 au 17 juin            | Du 4 au 17 juin            |
|  | M3                             | New Jersey                     | 1                              | 1                              | A3 | Floride    | 4                          | 4                          |                            |                            |  |  |                       |                       |                       |                       |  |  |                            |                            |                            |                            |
|  | Du 19 avril au 4 mai           |                                |                                |                                | A3 | Floride    | 4                          | 4                          |                            |                            |  |  |                       |                       |                       |                       |  |  |                            |                            |                            |                            |
|  |                                |                                | P3                             | Edmonton                       | 2  | 2          |                            |                            |                            |                            |  |  |                       |                       |                       |                       |  |  |                            |                            |                            |                            |
|  | C1                             | Winnipeg                       | P3                             | Edmonton                       | 2  | 2          | 4                          | 4                          |                            |                            |  |  |                       |                       |                       |                       |  |  |                            |                            |                            |                            |
|  | C1                             | Winnipeg                       |                                |                                |    |            |                            | 4                          |                            |                            |  |  |                       |                       |                       |                       |  |  |                            |                            |                            |                            |
|  | E8                             | Saint-Louis                    | 3                              | 3                              |    |            |                            |                            |                            |                            |  |  |                       |                       |                       |                       |  |  |                            |                            |                            |                            |
|  | E8                             | Saint-Louis                    | 3                              | 3                              | C1 | Winnipeg   | 2                          | 2                          |                            |                            |  |  |                       |                       |                       |                       |  |  |                            |                            |                            |                            |
|  | Du 19 avril au 3 mai           |                                |                                |                                | C1 | Winnipeg   | 2                          | 2                          |                            |                            |  |  |                       |                       |                       |                       |  |  |                            |                            |                            |                            |
|  |                                |                                | C2                             | Dallas                         | 4  | 4          |                            |                            |                            |                            |  |  |                       |                       |                       |                       |  |  |                            |                            |                            |                            |
|  | C2                             | Dallas                         | C2                             | Dallas                         | 4  | 4          | 4                          | 4                          |                            |                            |  |  |                       |                       |                       |                       |  |  |                            |                            |                            |                            |
|  | C2                             | Dallas                         | Du 6 au 14 mai                 |                                |    |            | 4                          | 4                          |                            |                            |  |  |                       |                       |                       |                       |  |  |                            |                            |                            |                            |
|  | C3                             | Colorado                       | 3                              | 3                              |    |            |                            |                            |                            |                            |  |  |                       |                       |                       |                       |  |  |                            |                            |                            |                            |
|  | C3                             | Colorado                       | 3                              | 3                              | C2 | Dallas     | 1                          | 1                          |                            |                            |  |  |                       |                       |                       |                       |  |  |                            |                            |                            |                            |
|  | Du 20 avril au 1er mai         |                                |                                |                                | C2 | Dallas     | 1                          | 1                          |                            |                            |  |  |                       |                       |                       |                       |  |  |                            |                            |                            |                            |
|  |                                |                                | P3                             | Edmonton                       | 4  | 4          |                            |                            |                            |                            |  |  |                       |                       |                       |                       |  |  |                            |                            |                            |                            |
|  | P1                             | Vegas                          | P3                             | Edmonton                       | 4  | 4          | 4                          | 4                          |                            |                            |  |  |                       |                       |                       |                       |  |  |                            |                            |                            |                            |
|  | P1                             | Vegas                          |                                |                                |    |            |                            | 4                          |                            |                            |  |  |                       |                       |                       |                       |  |  |                            |                            |                            |                            |
|  | E7                             | Minnesota                      | 2                              | 2                              |    |            |                            |                            |                            |                            |  |  |                       |                       |                       |                       |  |  |                            |                            |                            |                            |
|  | E7                             | Minnesota                      | 2                              | 2                              | P1 | Vegas      | 1                          | 1                          |                            |                            |  |  |                       |                       |                       |                       |  |  |                            |                            |                            |                            |
|  | Du 21 avril au 1er mai         |                                |                                |                                | P1 | Vegas      | 1                          | 1                          |                            |                            |  |  |                       |                       |                       |                       |  |  |                            |                            |                            |                            |
|  |                                |                                | P3                             | Edmonton                       | 4  | 4          |                            |                            |                            |                            |  |  |                       |                       |                       |                       |  |  |                            |                            |                            |                            |
|  | P2                             | Los Angeles                    | P3                             | Edmonton                       | 4  | 4          | 2                          | 2                          |                            |                            |  |  |                       |                       |                       |                       |  |  |                            |                            |                            |                            |
|  | P2                             | Los Angeles                    |                                |                                |    |            |                            | 2                          |                            |                            |  |  |                       |                       |                       |                       |  |  |                            |                            |                            |                            |
|  | P3                             | Edmonton                       | 4                              | 4                              |    |            |                            |                            |                            |                            |  |  |                       |                       |                       |                       |  |  |                            |                            |                            |                            |
|  | P3                             | Edmonton                       | 4                              | 4                              |    |            |                            |                            |                            |                            |  |  |                       |                       |                       |                       |  |  |                            |                            |                            |                            |
|  |                                |                                |                                |                                |    |            |                            |                            |                            |                            |  |  |                       |                       |                       |                       |  |  |                            |                            |                            |                            |

## Détails des matchs

### Quarts de finale d'association

#### Toronto contre Ottawa
Pour la première fois depuis 21 ans, les Sénateurs d'Ottawa et les Maple Leafs de Toronto se retrouvent en séries éliminatoires. Les Maple Leafs sont pour la neuvième fois consécutive en séries alors que les Sénateurs le sont pour la première fois en huit ans. Cette confrontation, connue sous le nom de « bataille de l'Ontario », voit Toronto, premier de la division Atlantique, être opposé à Ottawa, quatrième de cette même division et qualifié en raison de sa septième place dans l'association de l'Est. Paradoxalement, lors de la saison régulière, ceux sont les Sénateurs qui ont remporté les trois rencontres au cours desquelles les deux franchises ont été opposées,. Toronto est mené par Mitchell Marner, 4e pointeur de la ligue avec 102 points et William Nylander 2e buteur de la saison avec 45 réalisations. Pour Ottawa, Tim Stützle est le meilleur pointeur de l'équipe, Braeden Tkachuk en est le meilleur buteur. 
| 20 avril | Toronto | 6-2 (2-1, 2-0, 2-1) | Ottawa | Scotiabank Arena 19 072 spectateurs |

| Feuille de match | Feuille de match | Feuille de match                | Feuille de match                                                        | Feuille de match                                                   |
| ---------------- | --- | ------------------------------- | ----------------------------------------------------------------------- | ------------------------------------------------------------------ |
|                  | Ekman-Larsson (Laughton, Järnkrok) — 7 min 9 s Marner (Matthews) — 12 min 18 s Tavares (Nylander, Marner) — 24 min 7 s (SN) Nylander (Tavares) — 27 min 19 s (SN) Rielly (Robertson, McMann) — 44 min 45 s Knies (Matthews, Marner) — 53 min 13 s (SN) | 1-0 2-0 2-1 3-1 4-1 4-2 5-2 6-2 | Batherson (Cozens, Perron) — 16 min 18 s Greig (Amadio, Pinto) — 44 min | Arbitrage : Garrett Rank, Brian Pochmara Steve Barton, Tyson Baker |
| Stolarz          | Gardiens | Ullmark                         |                                                                         | Arbitrage : Garrett Rank, Brian Pochmara Steve Barton, Tyson Baker |
| 18 min           | Pénalités | 38 min                          |                                                                         | Arbitrage : Garrett Rank, Brian Pochmara Steve Barton, Tyson Baker |
| 24               | Tirs | 33                              |                                                                         | Arbitrage : Garrett Rank, Brian Pochmara Steve Barton, Tyson Baker |

| 22 avril | Toronto | 3-2 (pr) (2-0, 0-1, 0-1, 1-0) | Ottawa | Scotiabank Arena 19 333 spectateurs |

| Feuille de match | Feuille de match                                                                                                | Feuille de match    | Feuille de match                                                                        | Feuille de match                                                 |
| ---------------- | --- | ------------------- | --------------------------------------------------------------------------------------- | ---------------------------------------------------------------- |
|                  | Rielly (Nylander, Tavares) — 3 min 43 s Tavares (Marner, Matthews) — 8 min 20 s (SN) Domi (Benoit) — 63 min 9 s | 1-0 2-0 2-1 2-2 3-2 | B. Tkachuk (Giroux, Chabot) — 35 min 41 s (SN) Gaudette (Kleven, Stützle) — 54 min 47 s | Arbitrage : Gord Dwyer, Pierre Lambert Trent Knorr, James Tobias |
| Stolarz          | Gardiens | Ullmark             |                                                                                         | Arbitrage : Gord Dwyer, Pierre Lambert Trent Knorr, James Tobias |
| 8 min            | Pénalités | 4 min               |                                                                                         | Arbitrage : Gord Dwyer, Pierre Lambert Trent Knorr, James Tobias |
| 21               | Tirs | 28                  |                                                                                         | Arbitrage : Gord Dwyer, Pierre Lambert Trent Knorr, James Tobias |

| 24 avril | Ottawa | 2-3 (pr) (0-0, 1-1, 1-1, 0-1) | Toronto | Centre Canadian Tire 19 073 spectateurs |

| Feuille de match | Feuille de match                                                                           | Feuille de match    | Feuille de match | Feuille de match                                                             |
| ---------------- | ------------------------------------------------------------------------------------------ | ------------------- | --- | ---------------------------------------------------------------------------- |
|                  | Giroux (Sanderson, Batherson) — 21 min 38 s (SN) B. Tkachuk (Giroux, Kleven) — 51 min 22 s | 1-0 1-1 1-2 2-2 2-3 | Knies (Nylander, Marner) — 28 min 31 s (SN) Matthews (Marner, Rielly) — 40 min 32 s Benoit (Matthews) — 61 min 19 s | Arbitrage : Kendrick Nicholson, Francois StLaurent Trent Knorr, James Tobias |
| Ullmark          | Gardiens                                                                                   | Stolarz             | | Arbitrage : Kendrick Nicholson, Francois StLaurent Trent Knorr, James Tobias |
| 8 min            | Pénalités                                                                                  | 12 min              | | Arbitrage : Kendrick Nicholson, Francois StLaurent Trent Knorr, James Tobias |
| 20               | Tirs                                                                                       | 20                  | | Arbitrage : Kendrick Nicholson, Francois StLaurent Trent Knorr, James Tobias |

| 26 avril | Ottawa | 4-3 (pr) (2-1, 0-1, 1-1, 1-0) | Toronto | Centre Canadian Tire 19 094 spectateurs |

| Feuille de match | Feuille de match | Feuille de match            | Feuille de match                                                                                                   | Feuille de match                                                     |
| ---------------- | --- | --------------------------- | --- | -------------------------------------------------------------------- |
|                  | Stützle (Sanderson, B. Tkachuk) — 9 min 3 s (SN) Pinto — 14 min 11 s (IN) Perron (Zoub, Gaudette) — 47 min 32 s Sanderson — 77 min 42 s | 1-0 2-0 2-1 2-2 3-2 3-3 4-3 | Tavares (Nylander, Tanev) — 19 min 5 s Knies (Marner) — 30 min 12 s Ekman-Larsson (Nylander, McCabe) — 54 min 31 s | Arbitrage : Jean Hebert, Peter MacDougall Tyson Baker, Scott Cherrey |
| Ullmark          | Gardiens | Stolarz                     | | Arbitrage : Jean Hebert, Peter MacDougall Tyson Baker, Scott Cherrey |
| 10 min           | Pénalités | 6 min                       | | Arbitrage : Jean Hebert, Peter MacDougall Tyson Baker, Scott Cherrey |
| 21               | Tirs | 34                          | | Arbitrage : Jean Hebert, Peter MacDougall Tyson Baker, Scott Cherrey |

| 30 avril | Toronto | 0-4 (0-0, 0-1, 0-3) | Ottawa | Scotiabank Arena 19 438 spectateurs |

| Feuille de match | Feuille de match | Feuille de match | Feuille de match | Feuille de match                                                           |
| ---------------- | ---------------- | ---------------- | --- | -------------------------------------------------------------------------- |
|                  |                  | 0-1 0-2 0-3 0-4  | Chabot (B. Tkachuk, Stützle) — 23 min 46 s Cozens (Gaudette) — 48 min 24 s (IN) Stützle (Giroux, B. Tkachuk) — 57 min 9 s (CV) B. Tkachuk (Stützle) — 59 min 13 s (CV) | Arbitrage : Frederick L'Ecuyer, Dan O'Rourke Libor Suchanek, Scott Cherrey |
| Stolarz          | Gardiens         | Ullmark          | | Arbitrage : Frederick L'Ecuyer, Dan O'Rourke Libor Suchanek, Scott Cherrey |
| 6 min            | Pénalités        | 8 min            | | Arbitrage : Frederick L'Ecuyer, Dan O'Rourke Libor Suchanek, Scott Cherrey |
| 29               | Tirs             | 19               | | Arbitrage : Frederick L'Ecuyer, Dan O'Rourke Libor Suchanek, Scott Cherrey |

| 1er mai | Ottawa | 2-4 (0-1, 1-1, 1-2) | Toronto | Centre Canadian Tire 19 007 spectateurs |

| Feuille de match | Feuille de match                                                        | Feuille de match        | Feuille de match | Feuille de match                                                       |
| ---------------- | ----------------------------------------------------------------------- | ----------------------- | --- | ---------------------------------------------------------------------- |
|                  | B. Tkachuk (Chabot, Giroux) — 27 min 28 s Perron (Chabot) — 52 min 40 s | 0-1 0-2 1-2 2-2 2-3 2-4 | Matthews (Marner, Nylander) — 18 min 50 s (SN) Nylander (Pacioretty) — 20 min 43 s Pacioretty (Domi, Holmberg) — 54 min 21 s Nylander (Laughton) — 59 min 41 s (CV) | Arbitrage : Francis Charron, Graham Skilliter Ryan Daisy, Andrew Smith |
| Ullmark          | Gardiens                                                                | Stolarz                 | | Arbitrage : Francis Charron, Graham Skilliter Ryan Daisy, Andrew Smith |
| 2 min            | Pénalités                                                               | 4 min                   | | Arbitrage : Francis Charron, Graham Skilliter Ryan Daisy, Andrew Smith |
| 23               | Tirs                                                                    | 23                      | | Arbitrage : Francis Charron, Graham Skilliter Ryan Daisy, Andrew Smith |

#### Tampa Bay contre Floride
Contrairement à la confrontation entre Toronto et Ottawa, la « bataille de la Floride » entre le Lightning de Tampa Bay et les Panthers de la Floride est une série qui a eu lieu régulièrement lors des cinq dernières années entre les deux franchises,. Le Lightning est mené par Nikita Koutcherov, meilleur pointeur de la ligue avec 121 réalisations. Du côté des Panthers, Samson Reinhart est le meilleur buteur et pointeur de son équipe.
| 22 avril | Tampa Bay | 2-6 (1-2, 1-3, 0-1) | Floride | Amalie Arena 19 092 spectateurs |

| Feuille de match | Feuille de match                                                                          | Feuille de match                | Feuille de match | Feuille de match                                                   |
| ---------------- | ----------------------------------------------------------------------------------------- | ------------------------------- | --- | ------------------------------------------------------------------ |
|                  | Guentzel (Koutcherov, Hedman) — 12 min 21 s (SN) Point (McDonagh, Goncalves) — 33 min 4 s | 0-1 1-1 1-2 1-3 1-4 1-5 2-5 2-6 | Bennett (Samoskevich) — 3 min 44 s Reinhart (Koulikov, Verhaeghe) — 19 min 15 s Schmidt (Marchand, Bennett) — 24 min 41 s M. Tkachuk (Reinhart, Barkov) — 24 min 55 s (SN) M. Tkachuk — 29 min 44 s (SN) Schmidt (M. Tkachuk, Barkov) — 45 min 9 s (SN) | Arbitrage : TJ Luxmore, Eric Furlatt Scott Cherrey, Libor Suchanek |
| Vassilevski      | Gardiens                                                                                  | Bobrovski                       | | Arbitrage : TJ Luxmore, Eric Furlatt Scott Cherrey, Libor Suchanek |
| 6 min            | Pénalités                                                                                 | 6 min                           | | Arbitrage : TJ Luxmore, Eric Furlatt Scott Cherrey, Libor Suchanek |
| 22               | Tirs                                                                                      | 17                              | | Arbitrage : TJ Luxmore, Eric Furlatt Scott Cherrey, Libor Suchanek |

| 24 avril | Tampa Bay | 0-2 (0-1, 0-0, 0-1) | Floride | Amalie Arena 19 092 spectateurs |

| Feuille de match | Feuille de match | Feuille de match | Feuille de match                                                           | Feuille de match                                                             |
| ---------------- | ---------------- | ---------------- | -------------------------------------------------------------------------- | ---------------------------------------------------------------------------- |
|                  |                  | 0-1 0-2          | Schmidt (Reinhart, Barkov) — 4 min 15 s Bennett (Jones) — 59 min 56 s (CV) | Arbitrage : Kendrick Nicholson, Francois StLaurent Trent Knorr, James Tobias |
| Vassilevski      | Gardiens         | Bobrovski        |                                                                            | Arbitrage : Kendrick Nicholson, Francois StLaurent Trent Knorr, James Tobias |
| 15 min           | Pénalités        | 16 min           |                                                                            | Arbitrage : Kendrick Nicholson, Francois StLaurent Trent Knorr, James Tobias |
| 19               | Tirs             | 23               |                                                                            | Arbitrage : Kendrick Nicholson, Francois StLaurent Trent Knorr, James Tobias |

| 26 avril | Floride | 1-5 (1-1, 0-1, 0-3) | Tampa Bay | Amerant Bank Arena 19 587 spectateurs |

| Feuille de match | Feuille de match                             | Feuille de match        | Feuille de match | Feuille de match                                               |
| ---------------- | -------------------------------------------- | ----------------------- | --- | -------------------------------------------------------------- |
|                  | M. Tkachuk (Bennett, Rodrigues) — 2 min 43 s | 1-0 1-1 1-2 1-3 1-4 1-5 | Point (Guentzel, Koutcherov) — 17 min 15 s Paul (Goncalves, McDonagh) — 33 min 17 s Guentzel (Koutcherov, McDonagh) — 40 min 21 s Glendening (Gourde, Goncalves) — 54 min 19 s Cirelli (Guentzel, Koutcherov) — 55 min (CV) | Arbitrage : Wes McCauley, Furman South Devin Berg, Bevan Mills |
| Bobrovski        | Gardiens                                     | Vassilevski             | | Arbitrage : Wes McCauley, Furman South Devin Berg, Bevan Mills |
| 25 min           | Pénalités                                    | 20 min                  | | Arbitrage : Wes McCauley, Furman South Devin Berg, Bevan Mills |
| 34               | Tirs                                         | 22                      | | Arbitrage : Wes McCauley, Furman South Devin Berg, Bevan Mills |

| 28 avril | Floride | 4-2 (0-0, 1-2, 3-0) | Tampa Bay | Amerant Bank Arena 19 551 spectateurs |

| Feuille de match | Feuille de match | Feuille de match        | Feuille de match                                                                    | Feuille de match                                                     |
| ---------------- | --- | ----------------------- | ----------------------------------------------------------------------------------- | -------------------------------------------------------------------- |
|                  | Lundell (Marchand, Luostarinen) — 29 min 6 s Ekblad (Reinhart) — 56 min 13 s Jones (Lundell, Koulikov) — 56 min 24 s Verhaeghe (Barkov) — 58 min 20 s (CV) | 1-0 1-1 1-2 2-2 3-2 4-2 | Chaffee (Martinsen Lilleberg, Perbix) — 32 min 21 s Černák (Guentzel) — 32 min 32 s | Arbitrage : Chris Rooney, Jon McIsaac Jonny Murray, Travis Gawryletz |
| Bobrovski        | Gardiens | Vassilevski             |                                                                                     | Arbitrage : Chris Rooney, Jon McIsaac Jonny Murray, Travis Gawryletz |
| 17 min           | Pénalités | 6 min                   |                                                                                     | Arbitrage : Chris Rooney, Jon McIsaac Jonny Murray, Travis Gawryletz |
| 23               | Tirs | 20                      |                                                                                     | Arbitrage : Chris Rooney, Jon McIsaac Jonny Murray, Travis Gawryletz |

| 30 avril | Tampa Bay | 3-6 (2-2, 1-2, 0-2) | Floride | Amalie Arena 19 092 spectateurs |

| Feuille de match | Feuille de match                                                                                             | Feuille de match                    | Feuille de match | Feuille de match                                                        |
| ---------------- | --- | ----------------------------------- | --- | ----------------------------------------------------------------------- |
|                  | Goncalves (Glendening, Hedman) — 2 min 33 s Paul (Geekie) — 12 min 16 s Guentzel (Hedman) — 29 min 57 s (SN) | 1-0 1-1 1-2 2-2 2-3 3-3 3-4 3-5 3-6 | Verhaeghe (M. Tkachuk, Reinhart) — 5 min 21 s (SN) Lundell (Marchand, Luostarinen) — 10 min 6 s Barkov (Forsling, Luostarinen) — 20 min 52 s Bennett (Lundell, Luostarinen) — 35 min 13 s Luostarinen (Marchand, Lundell) — 53 min 2 s Reinhart — 55 min 36 s (CV) | Arbitrage : Garrett Rank, Brian Pochmara Jesse Marquis, David Brisebois |
| Vassilevski      | Gardiens | Bobrovski                           | | Arbitrage : Garrett Rank, Brian Pochmara Jesse Marquis, David Brisebois |
| 8 min            | Pénalités | 8 min                               | | Arbitrage : Garrett Rank, Brian Pochmara Jesse Marquis, David Brisebois |
| 29               | Tirs | 31                                  | | Arbitrage : Garrett Rank, Brian Pochmara Jesse Marquis, David Brisebois |

#### Washington contre Montréal
Les Capitals de Washington, meilleure équipe de l'association de l'Est, et les Canadiens de Montréal, huitième et dernière équipe qualifiée de cette association, ne s'affrontent en séries que pour la deuxième fois de leur histoire. Les deux équipes se sont rencontrées trois fois en saison régulière avec un bilan de deux victoires pour les Capitals contre une pour les Canadiens. Washington est menée par Aleksandr Ovetchkine, troisième buteur de la ligue, et nouveau détenteur du record de but en saison régulière et par Dylan Strome, meilleur pointeur de son équipe. Pour Montréal, leur capitaine Nicholas Suzuki est le meilleur pointeur quand Cole Caufield en est le meilleur buteur et Lane Hutson fait partie des favoris pour le trophée Calder. 
| 21 avril | Washington | 3-2 (pr) (1-0, 1-0, 0-2, 1-0) | Montréal | Capital One Arena 18 573 spectateurs |

| Feuille de match | Feuille de match | Feuille de match    | Feuille de match                                                                   | Feuille de match                                                                  |
| ---------------- | --- | ------------------- | ---------------------------------------------------------------------------------- | --------------------------------------------------------------------------------- |
|                  | Ovetchkine (Wilson, Strome) — 18 min 34 s (SN) Beauvillier (Ovetchkine, Strome) — 32 min 9 s Ovetchkine (Beauvillier, Strome) — 62 min 26 s | 1-0 2-0 2-1 2-2 3-2 | Caufield (Laine, Hutson) — 50 min 32 s (SN) Suzuki (Carrier, Hutson) — 55 min 45 s | Arbitrage : Kendrick Nicholson, Francois StLaurent David Brisebois, Jesse Marquis |
| Thompson         | Gardiens | Montembeault        |                                                                                    | Arbitrage : Kendrick Nicholson, Francois StLaurent David Brisebois, Jesse Marquis |
| 8 min            | Pénalités | 8 min               |                                                                                    | Arbitrage : Kendrick Nicholson, Francois StLaurent David Brisebois, Jesse Marquis |
| 32               | Tirs | 35                  |                                                                                    | Arbitrage : Kendrick Nicholson, Francois StLaurent David Brisebois, Jesse Marquis |

| 23 avril | Washington | 3-1 (0-0, 2-1, 1-0) | Montréal | Capital One Arena 18 573 spectateurs |

| Feuille de match | Feuille de match | Feuille de match | Feuille de match                           | Feuille de match                                                          |
| ---------------- | --- | ---------------- | ------------------------------------------ | ------------------------------------------------------------------------- |
|                  | McMichael (Raddysh) — 23 min 47 s Strome (Beauvillier, Leonard) — 24 min 47 s McMichael (Dubois, Wilson) — 59 min 58 s (CV) | 0-1 1-1 2-1 3-1  | Dvorak (Anderson, Gallagher) — 21 min 16 s | Arbitrage : Jake Brenk, Kelly Sutherland Matt MacPherson, Julien Fournier |
| Thompson         | Gardiens | Montembeault     |                                            | Arbitrage : Jake Brenk, Kelly Sutherland Matt MacPherson, Julien Fournier |
| 8 min            | Pénalités | 6 min            |                                            | Arbitrage : Jake Brenk, Kelly Sutherland Matt MacPherson, Julien Fournier |
| 32               | Tirs | 26               |                                            | Arbitrage : Jake Brenk, Kelly Sutherland Matt MacPherson, Julien Fournier |

| 25 avril | Montréal | 6-3 (1-1, 2-1, 3-1) | Washington | Centre Bell 21 105 spectateurs |

| Feuille de match                               | Feuille de match | Feuille de match                             | Feuille de match | Feuille de match                                                                |
| ---------------------------------------------- | --- | -------------------------------------------- | --- | ------------------------------------------------------------------------------- |
|                                                | Carrier (Newhook, Evans) — 19 min 7 s Suzuki — 28 min 37 s (SN) Caufield (Hutson) — 39 min 51 s Dvorak (Savard, Armia) — 44 min 17 s Slafkovský (Caufield) — 53 min 23 s Newhook (Gallagher, Matheson) — 57 min 35 s (SN) | 0-1 1-1 2-1 2-2 3-2 3-3 4-3 5-3 6-3          | McMichael (Roy, Sandin) — 3 min 20 s Chychrun (Mangiapane, Eller) — 30 min 47 s Ovetchkine (Strome, Beauvillier) — 42 min 39 s | Arbitrage : Francis Charron, Graham Skilliter Shandor Alphonso, Kyle Flemington |
| Montembeault (31 min 39 s) Dobeš (28 min 21 s) | Gardiens | Thompson (53 min 23 s) Lindgren (6 min 37 s) | | Arbitrage : Francis Charron, Graham Skilliter Shandor Alphonso, Kyle Flemington |
| 18 min                                         | Pénalités | 24 min                                       | | Arbitrage : Francis Charron, Graham Skilliter Shandor Alphonso, Kyle Flemington |
| 40                                             | Tirs | 21                                           | | Arbitrage : Francis Charron, Graham Skilliter Shandor Alphonso, Kyle Flemington |

| 27 avril | Montréal | 2-5 (0-0, 2-1, 0-4) | Washington | Centre Bell 21 105 spectateurs |

| Feuille de match | Feuille de match                                                                              | Feuille de match            | Feuille de match | Feuille de match                                                      |
| ---------------- | --------------------------------------------------------------------------------------------- | --------------------------- | --- | --------------------------------------------------------------------- |
|                  | Slafkovský (Demidov, Hutson) — 30 min 33 s (SN) Caufield (Hutson, Demidov) — 38 min 32 s (SN) | 0-1 1-1 2-1 2-2 2-3 2-4 2-5 | Strome (Beauvillier) — 21 min 25 s Duhaime (Chychrun, Van Riemsdyk) — 46 min 39 s Mangiapane (Strome, Van Riemsdyk) — 56 min 23 s Duhaime (Dowd) — 57 min 21 s (CV) Wilson (McMichael) — 59 min 5 s (CV) | Arbitrage : Dan O'Rourke, Frederick L'Ecuyer Ryan Daisy, Andrew Smith |
| Dobeš            | Gardiens                                                                                      | Thompson                    | | Arbitrage : Dan O'Rourke, Frederick L'Ecuyer Ryan Daisy, Andrew Smith |
| 12 min           | Pénalités                                                                                     | 10 min                      | | Arbitrage : Dan O'Rourke, Frederick L'Ecuyer Ryan Daisy, Andrew Smith |
| 18               | Tirs                                                                                          | 26                          | | Arbitrage : Dan O'Rourke, Frederick L'Ecuyer Ryan Daisy, Andrew Smith |

| 30 avril | Washington | 4-1 (2-0, 1-0, 1-1) | Montréal | Capital One Arena 18 573 spectateurs |

| Feuille de match | Feuille de match | Feuille de match    | Feuille de match                        | Feuille de match                                                         |
| ---------------- | --- | ------------------- | --------------------------------------- | ------------------------------------------------------------------------ |
|                  | Ovetchkine (Strome) — 9 min 12 s (SN) Chychrun (Dubois, Wilson) — 11 min 15 s Wilson (Carlson, Strome) — 36 min 59 s (SN) Duhaime (McMichael) — 59 min 34 s (CV) | 1-0 2-0 3-0 3-1 4-1 | Heineman (Armia, Kapanen) — 42 min 40 s | Arbitrage : Jean Hebert, Peter MacDougall Jonny Murray, Travis Gawryletz |
| Thompson         | Gardiens | Dobeš               |                                         | Arbitrage : Jean Hebert, Peter MacDougall Jonny Murray, Travis Gawryletz |
| 4 min            | Pénalités | 6 min               |                                         | Arbitrage : Jean Hebert, Peter MacDougall Jonny Murray, Travis Gawryletz |
| 28               | Tirs | 29                  |                                         | Arbitrage : Jean Hebert, Peter MacDougall Jonny Murray, Travis Gawryletz |

#### Caroline contre New Jersey
Les Hurricanes de la Caroline et les Devils du New Jersey, respectivement deuxième et troisième de la division Métropolitaine, se rencontrent pour la sixième fois en séries éliminatoires. Les Hurricanes ont éliminé les Devils lors des quatre dernières confrontations, la précédente étant au deuxième tour des séries 2023. En saison régulière, chaque équipe l'a emporté à deux reprises à domicile. Pour la Caroline, Sebastian Aho est le meilleur pointeur de l'équipe et Seth Jarvis en est le meilleur buteur. Du côté des Devils, Jesper Bratt a terminé en tête du classement des pointeurs de l'équipe et Nico Hischier à la première place de celui des buteurs.
| 20 avril | Caroline | 4-1 (1-0, 2-1, 1-0) | New Jersey | Lenovo Center 18 895 spectateurs |

| Feuille de match | Feuille de match | Feuille de match    | Feuille de match                      | Feuille de match                                                      |
| ---------------- | --- | ------------------- | ------------------------------------- | --------------------------------------------------------------------- |
|                  | Chatfield (Robinson, Roslovic) — 2 min 24 s Stankoven (Martinook, Slavin) — 26 min 37 s Stankoven (Hall, Kotkaniemi) — 33 min 8 s (SN) Svetchnikov (Hall) — 57 min 32 s (CV) | 1-0 2-0 3-0 3-1 4-1 | Hischier (Bratt, Pesce) — 38 min 51 s | Arbitrage : TJ Luxmore, Eric Furlatt Matt MacPherson, Julien Fournier |
| Andersen         | Gardiens | Markström           |                                       | Arbitrage : TJ Luxmore, Eric Furlatt Matt MacPherson, Julien Fournier |
| 6 min            | Pénalités | 8 min               |                                       | Arbitrage : TJ Luxmore, Eric Furlatt Matt MacPherson, Julien Fournier |
| 45               | Tirs | 24                  |                                       | Arbitrage : TJ Luxmore, Eric Furlatt Matt MacPherson, Julien Fournier |

| 22 avril | Caroline | 3-1 (0-1, 2-0, 1-0) | New Jersey | Lenovo Center 18 910 spectateurs |

| Feuille de match | Feuille de match                                                                                                   | Feuille de match | Feuille de match                     | Feuille de match                                                   |
| ---------------- | --- | ---------------- | ------------------------------------ | ------------------------------------------------------------------ |
|                  | Gostisbehere (Blake, Aho) — 22 min 57 s Martinook (Orlov) — 25 min 54 s (IN) Jarvis (Martinook) — 59 min 23 s (CV) | 0-1 1-1 2-1 3-1  | Bratt (Haula, Hamilton) — 3 min 51 s | Arbitrage : TJ Luxmore, Eric Furlatt Scott Cherrey, Libor Suchanek |
| Andersen         | Gardiens | Markström        |                                      | Arbitrage : TJ Luxmore, Eric Furlatt Scott Cherrey, Libor Suchanek |
| 8 min            | Pénalités | 8 min            |                                      | Arbitrage : TJ Luxmore, Eric Furlatt Scott Cherrey, Libor Suchanek |
| 28               | Tirs | 26               |                                      | Arbitrage : TJ Luxmore, Eric Furlatt Scott Cherrey, Libor Suchanek |

| 25 avril | New Jersey | 3-2 (2 pr) (1-0, 0-0, 1-2, 0-0, 1-0) | Caroline | Prudential Center 16 682 spectateurs |

| Feuille de match | Feuille de match                                                                       | Feuille de match    | Feuille de match                                                                   | Feuille de match                                                  |
| ---------------- | -------------------------------------------------------------------------------------- | ------------------- | ---------------------------------------------------------------------------------- | ----------------------------------------------------------------- |
|                  | Hischier (Meier, Palát) — 16 min 11 s Mercer (Bratt) — 41 min 18 s Nemec — 82 min 36 s | 1-0 2-0 2-1 2-2 3-2 | Jarvis (Aho, Gostisbehere) — 46 min 11 s (SN) Aho (Svetchnikov) — 52 min 20 s (SN) | Arbitrage : Kelly Sutherland, Jake Brenk Ryan Daisy, Andrew Smith |
| Markström        | Gardiens                                                                               | Andersen            |                                                                                    | Arbitrage : Kelly Sutherland, Jake Brenk Ryan Daisy, Andrew Smith |
| 10 min           | Pénalités                                                                              | 12 min              |                                                                                    | Arbitrage : Kelly Sutherland, Jake Brenk Ryan Daisy, Andrew Smith |
| 37               | Tirs                                                                                   | 27                  |                                                                                    | Arbitrage : Kelly Sutherland, Jake Brenk Ryan Daisy, Andrew Smith |

| 27 avril | New Jersey | 2-5 (0-2, 2-1, 0-2) | Caroline | Prudential Center 17 054 spectateurs |

| Feuille de match | Feuille de match                                          | Feuille de match                                | Feuille de match | Feuille de match                                                                |
| ---------------- | --------------------------------------------------------- | ----------------------------------------------- | --- | ------------------------------------------------------------------------------- |
|                  | Hischier (Palát, Meier) — 22 min 45 s Meier — 27 min 34 s | 0-1 0-2 0-3 1-3 2-3 2-4 2-5                     | Svetchnikov (Burns, Blake) — 52 s Slavin — 9 min 47 s Svetchnikov (Jarvis, Aho) — 20 min 42 s (SN) Burns — 54 min 14 s Svetchnikov (Blake, Aho) — 56 min 43 s (CV) | Arbitrage : Francis Charron, Graham Skilliter Shandor Alphonso, Kyle Flemington |
| Markström        | Gardiens                                                  | Andersen (24 min 19 s) Kotchetkov (35 min 41 s) | | Arbitrage : Francis Charron, Graham Skilliter Shandor Alphonso, Kyle Flemington |
| 16 min           | Pénalités                                                 | 14 min                                          | | Arbitrage : Francis Charron, Graham Skilliter Shandor Alphonso, Kyle Flemington |
| 22               | Tirs                                                      | 29                                              | | Arbitrage : Francis Charron, Graham Skilliter Shandor Alphonso, Kyle Flemington |

| 29 avril | Caroline | 5-4 (2 pr) (0-3, 4-1, 0-0, 0-0, 1-0) | New Jersey | Lenovo Center 18 933 spectateurs |

| Feuille de match | Feuille de match | Feuille de match                    | Feuille de match | Feuille de match                                                 |
| ---------------- | --- | ----------------------------------- | --- | ---------------------------------------------------------------- |
|                  | Hall (Stankoven, Slavin) — 21 min 46 s Blake (Jankowski) — 24 min 1 s Svetchnikov (Orlov, Aho) — 25 min 40 s Aho (Jarvis, Gostisbehere) — 31 min 27 s (SN) Aho (Gostisbehere, Jarvis) — 84 min 17 s (SN) | 0-1 0-2 0-3 1-3 2-3 3-3 3-4 4-4 5-4 | Mercer (Pesce) — 3 min 46 s Meier (Pesce) — 5 min 31 s Noesen (Nemec, Hamilton) — 9 min 55 s Hischier (Cotter, Noesen) — 27 min 26 s | Arbitrage : Gord Dwyer, Pierre Lambert Tyson Baker, Ryan Gibbons |
| Kotchetkov       | Gardiens | Markström                           | | Arbitrage : Gord Dwyer, Pierre Lambert Tyson Baker, Ryan Gibbons |
| 6 min            | Pénalités | 12 min                              | | Arbitrage : Gord Dwyer, Pierre Lambert Tyson Baker, Ryan Gibbons |
| 54               | Tirs | 35                                  | | Arbitrage : Gord Dwyer, Pierre Lambert Tyson Baker, Ryan Gibbons |

#### Winnipeg contre Saint-Louis
Les Jets de Winnipeg, champions de la saison régulière et vainqueurs du Trophée des présidents, sont favoris dans la série qui les oppose au huitième de l'association de l'Ouest, les Blues de Saint-Louis. La dernière rencontre en séries entre les deux équipes date de 2019 ; les Blues l'avaient alors gagnée en six matchs avant d'aller remporter la première coupe Stanley de leur histoire. Kyle Connor est le meilleur buteur, passeur et pointeur de Winnipeg quant Robert Thomas termine meilleur pointeur et Jordan Kyrou meilleur buteur pour Saint-Louis. Dans les buts, Jordan Binnington, des Blues, est opposé à Connor Hellebuyck, détenteur du trophée Vézina et candidat à sa succession après avoir terminé la saison avec une moyenne de 2 buts encaissés par match, la meilleure de la ligue, et un taux d'arrêt de 92,5 %, deuxième du classement dans cette catégorie.
| 19 avril | Winnipeg | 5-3 (2-2, 0-1, 3-0) | Saint-Louis | Canada Life Centre 15 225 spectateurs |

| Feuille de match | Feuille de match | Feuille de match                | Feuille de match | Feuille de match                                                       |
| ---------------- | --- | ------------------------------- | --- | ---------------------------------------------------------------------- |
|                  | Scheifele (Connor, Morrissey) — 13 min 38 s (SN) Anderson-Dolan (Barron, L. Schenn) — 15 min 2 s Iafallo (Scheifele, Connor) — 49 min 18 s Connor (Scheifele, Morrissey) — 58 min 24 s Lowry (Appleton) — 59 min 7 s (CV) | 0-1 1-1 2-1 2-2 2-3 3-3 4-3 5-3 | Thomas (Fowler, Boutchnevitch) — 9 min 31 s (SN) Sundqvist (Bolduc, Faulk) — 18 min 10 s Kyrou (Faulk, Neighbours) — 21 min 13 s (SN) | Arbitrage : Francis Charron, Graham Skilliter Ryan Daisy, Andrew Smith |
| Hellebuyck       | Gardiens | Binnington                      | | Arbitrage : Francis Charron, Graham Skilliter Ryan Daisy, Andrew Smith |
| 56 min           | Pénalités | 58 min                          | | Arbitrage : Francis Charron, Graham Skilliter Ryan Daisy, Andrew Smith |
| 26               | Tirs | 17                              | | Arbitrage : Francis Charron, Graham Skilliter Ryan Daisy, Andrew Smith |

| 21 avril | Winnipeg | 2-1 (1-1, 0-0, 1-0) | Saint-Louis | Canada Life Centre 15 225 spectateurs |

| Feuille de match | Feuille de match                                                            | Feuille de match | Feuille de match                                     | Feuille de match                                                                |
| ---------------- | --------------------------------------------------------------------------- | ---------------- | ---------------------------------------------------- | ------------------------------------------------------------------------------- |
|                  | Scheifele (DeMelo) — 16 min 32 s Connor (Perfetti, Scheifele) — 41 min 43 s | 1-0 1-1 2-1      | Snuggerud (Boutchnevitch, Fowler) — 19 min 58 s (SN) | Arbitrage : Chris Rooney, Jon McIsaac, Chris Schlenker Ryan Daisy, Andrew Smith |
| Hellebuyck       | Gardiens                                                                    | Binnington       |                                                      | Arbitrage : Chris Rooney, Jon McIsaac, Chris Schlenker Ryan Daisy, Andrew Smith |
| 8 min            | Pénalités                                                                   | 4 min            |                                                      | Arbitrage : Chris Rooney, Jon McIsaac, Chris Schlenker Ryan Daisy, Andrew Smith |
| 22               | Tirs                                                                        | 22               |                                                      | Arbitrage : Chris Rooney, Jon McIsaac, Chris Schlenker Ryan Daisy, Andrew Smith |

| 24 avril | Saint-Louis | 7-2 (3-0, 0-0, 4-2) | Winnipeg | Enterprise Center 18 096 spectateurs |

| Feuille de match | Feuille de match | Feuille de match                             | Feuille de match                                                                              | Feuille de match                                                     |
| ---------------- | --- | -------------------------------------------- | --------------------------------------------------------------------------------------------- | -------------------------------------------------------------------- |
|                  | Boutchnevitch (Snuggerud, Fowler) — 48 s Boutchnevitch (Thomas, Fowler) — 3 min 11 s (SN) Fowler (Thomas, Boutchnevitch) — 15 min 51 s Boutchnevitch (Thomas) — 45 min 24 s Kyrou (Fowler) — 47 min 56 s (SN) Toroptchenko (Neighbours, Faksa) — 50 min 32 s Parayko (Fowler, Thomas) — 56 min 17 s (SN) | 1-0 2-0 3-0 3-1 4-1 5-1 6-1 6-2 7-2          | Gustafsson (Anderson-Dolan, Barron) — 44 min 32 s Pionk (Miller, Appleton) — 52 min 50 s (SN) | Arbitrage : Trevor Hanson, Kyle Rehman Scott Cherrey, Libor Suchanek |
| Binnington       | Gardiens | Hellebuyck (50 min 32 s) Comrie (9 min 28 s) |                                                                                               | Arbitrage : Trevor Hanson, Kyle Rehman Scott Cherrey, Libor Suchanek |
| 22 min           | Pénalités | 40 min                                       |                                                                                               | Arbitrage : Trevor Hanson, Kyle Rehman Scott Cherrey, Libor Suchanek |
| 28               | Tirs | 18                                           |                                                                                               | Arbitrage : Trevor Hanson, Kyle Rehman Scott Cherrey, Libor Suchanek |

| 27 avril | Saint-Louis | 5-1 (1-1, 3-0, 1-0) | Winnipeg | Enterprise Center 18 096 spectateurs |

| Feuille de match | Feuille de match | Feuille de match                             | Feuille de match                         | Feuille de match                                                             |
| ---------------- | --- | -------------------------------------------- | ---------------------------------------- | ---------------------------------------------------------------------------- |
|                  | Neighbours (Parayko, Fowler) — 19 min 37 s Tucker (Leddy, Texier) — 30 min 46 s B. Schenn (Parayko, Neighbours) — 37 min 23 s Faulk (Neighbours, B. Schenn) — 38 min 54 s Thomas (Sundqvist, Boutchnevitch) — 42 min 1 s | 0-1 1-1 2-1 3-1 4-1 5-1                      | Connor (Perfetti, Samberg) — 13 min 58 s | Arbitrage : Kendrick Nicholson, Francois StLaurent Kiel Murchison, CJ Murray |
| Binnington       | Gardiens | Hellebuyck (42 min 1 s) Comrie (17 min 59 s) |                                          | Arbitrage : Kendrick Nicholson, Francois StLaurent Kiel Murchison, CJ Murray |
| 24 min           | Pénalités | 36 min                                       |                                          | Arbitrage : Kendrick Nicholson, Francois StLaurent Kiel Murchison, CJ Murray |
| 24               | Tirs | 31                                           |                                          | Arbitrage : Kendrick Nicholson, Francois StLaurent Kiel Murchison, CJ Murray |

| 30 avril | Winnipeg | 5-3 (2-1, 2-1, 1-1) | Saint-Louis | Canada Life Centre 15 225 spectateurs |

| Feuille de match | Feuille de match | Feuille de match                | Feuille de match                                                                                                | Feuille de match                                                           |
| ---------------- | --- | ------------------------------- | --- | -------------------------------------------------------------------------- |
|                  | Connor (Scheifele, Appleton) — 1 min 23 s Niederreiter (Samberg, Pionk) — 8 min 39 s DeMelo (Connor, Namestnikov) — 31 min 5 s Namestnikov (Connor, Appleton) — 38 min 51 s Lowry (Niederreiter, Appleton) — 56 min 47 s (CV) | 1-0 1-1 2-1 2-2 3-2 4-2 5-2 5-3 | Walker (Parayko, Fowler) — 3 min 42 s Snuggerud (Thomas) — 26 min 6 s Walker (Faksa, Toroptchenko) — 59 min 7 s | Arbitrage : Kelly Sutherland, Jake Brenk Shandor Alphonso, Kyle Flemington |
| Hellebuyck       | Gardiens | Binnington                      | | Arbitrage : Kelly Sutherland, Jake Brenk Shandor Alphonso, Kyle Flemington |
| 8 min            | Pénalités | 10 min                          | | Arbitrage : Kelly Sutherland, Jake Brenk Shandor Alphonso, Kyle Flemington |
| 26               | Tirs | 19                              | | Arbitrage : Kelly Sutherland, Jake Brenk Shandor Alphonso, Kyle Flemington |

| 2 mai | Saint-Louis | 5-2 (1-0, 4-1, 0-1) | Winnipeg | Enterprise Center 18 096 spectateurs |

| Feuille de match | Feuille de match | Feuille de match                         | Feuille de match                                                                                        | Feuille de match                                                           |
| ---------------- | --- | ---------------------------------------- | --- | -------------------------------------------------------------------------- |
|                  | Broberg (Thomas, Snuggerud) — 6 min 5 s Walker (Broberg, Faksa) — 31 min 34 s B. Schenn (Neighbours, Suter) — 32 min 27 s Fowler (Parayko, Toroptchenko) — 33 min 40 s Toroptchenko (Faksa) — 36 min 57 s | 1-0 1-1 2-1 3-1 4-1 5-1 5-2              | Perfetti (Connor, Morrissey) — 25 min 43 s (SN) Niederreiter (Appleton, Namestnikov) — 48 min 54 s (SN) | Arbitrage : Jean Hebert, Peter MacDougall Matt MacPherson, Julien Fournier |
| Binnington       | Gardiens | Hellebuyck (40 min) Comrie (15 min 32 s) | | Arbitrage : Jean Hebert, Peter MacDougall Matt MacPherson, Julien Fournier |
| 30 min           | Pénalités | 30 min                                   | | Arbitrage : Jean Hebert, Peter MacDougall Matt MacPherson, Julien Fournier |
| 27               | Tirs | 23                                       | | Arbitrage : Jean Hebert, Peter MacDougall Matt MacPherson, Julien Fournier |

| 4 mai | Winnipeg | 4-3 (2 pr) (0-2, 1-1, 2-0, 0-0, 1-0) | Saint-Louis | Canada Life Centre 15 225 spectateurs |

| Feuille de match | Feuille de match | Feuille de match            | Feuille de match                                                                             | Feuille de match                                                |
| ---------------- | --- | --------------------------- | -------------------------------------------------------------------------------------------- | --------------------------------------------------------------- |
|                  | Perfetti (Connor, Pionk) — 31 min 41 s (SN) Namestnikov (Pionk, Samberg) — 58 min 4 s Perfetti (Connor, Ehlers) — 59 min 57 s Lowry (Pionk, Connor) — 96 min 10 s | 0-1 0-2 1-2 1-3 2-3 3-3 4-3 | Kyrou (Parayko, Boutchnevitch) — 1 min 10 s Joseph — 7 min 16 s Faksa (Walker) — 39 min 25 s | Arbitrage : Gord Dwyer, Jean Hebert Devin Berg, Matt MacPherson |
| Hellebuyck       | Gardiens | Binnington                  |                                                                                              | Arbitrage : Gord Dwyer, Jean Hebert Devin Berg, Matt MacPherson |
| 2 min            | Pénalités | 4 min                       |                                                                                              | Arbitrage : Gord Dwyer, Jean Hebert Devin Berg, Matt MacPherson |
| 47               | Tirs | 29                          |                                                                                              | Arbitrage : Gord Dwyer, Jean Hebert Devin Berg, Matt MacPherson |

#### Dallas contre Colorado
Les Stars de Dallas et l'Avalanche du Colorado se rencontrent en séries éliminatoire pour la septième fois de leur histoire. En 2024, les Stars ont éliminé l'Avalanche en six matches. En saison régulière, Colorado a remporté deux des trois rencontres entre les deux équipes. Nathan MacKinnon pour l'Avalanche et Mikko Rantanen pour les Stars ont marqué chacun 32 buts, ce dernier en ayant marqué 25 pour l'Avalanche avant d'être échangé aux Hurricanes de la Caroline puis aux Stars,,.
| 19 avril | Dallas | 1-5 (0-0, 0-2, 1-3) | Colorado | American Airlines Center 18 532 spectateurs |

| Feuille de match | Feuille de match                            | Feuille de match        | Feuille de match | Feuille de match                                                           |
| ---------------- | ------------------------------------------- | ----------------------- | --- | -------------------------------------------------------------------------- |
|                  | Hintz (Harley, Johnston) — 46 min 45 s (SN) | 0-1 0-2 1-2 1-3 1-4 1-5 | Lehkonen (MacKinnon, Nečas) — 29 min 30 s MacKinnon (Makar, Drouin) — 36 min 38 s (SN) Toews (Manson, O'Connor) — 52 min 56 s MacKinnon (O'Connor, Lindgren) — 56 min 52 s (CV) Coyle (Drury, Kelly) — 57 min 3 s | Arbitrage : Kelly Sutherland, Jake Brenk Shandor Alphonso, Kyle Flemington |
| Oettinger        | Gardiens                                    | Blackwood               | | Arbitrage : Kelly Sutherland, Jake Brenk Shandor Alphonso, Kyle Flemington |
| 8 min            | Pénalités                                   | 6 min                   | | Arbitrage : Kelly Sutherland, Jake Brenk Shandor Alphonso, Kyle Flemington |
| 24               | Tirs                                        | 24                      | | Arbitrage : Kelly Sutherland, Jake Brenk Shandor Alphonso, Kyle Flemington |

| 21 avril | Dallas | 4-3 (pr) (1-1, 1-2, 1-0, 1-0) | Colorado | American Airlines Center 18 532 spectateurs |

| Feuille de match | Feuille de match | Feuille de match            | Feuille de match | Feuille de match                                                             |
| ---------------- | --- | --------------------------- | --- | ---------------------------------------------------------------------------- |
|                  | Seguin (Marchment, Benn) — 19 min 6 s (SN) Harley (Steel, Bäck) — 23 min 40 s Dadonov (Johnston) — 50 min 13 s Blackwell (Steel, Ceci) — 77 min 46 s | 0-1 1-1 2-1 2-2 2-3 3-3 4-3 | MacKinnon (Makar, Drouin) — 8 min 48 s (SN) Drury (O'Connor, Lindgren) — 24 min 42 s O'Connor (Lehkonen, Girard) — 39 min 27 s | Arbitrage : Francis Charron, Graham Skilliter Jonny Murray, Travis Gawryletz |
| Oettinger        | Gardiens | Blackwood                   | | Arbitrage : Francis Charron, Graham Skilliter Jonny Murray, Travis Gawryletz |
| 6 min            | Pénalités | 8 min                       | | Arbitrage : Francis Charron, Graham Skilliter Jonny Murray, Travis Gawryletz |
| 39               | Tirs | 37                          | | Arbitrage : Francis Charron, Graham Skilliter Jonny Murray, Travis Gawryletz |

| 23 avril | Colorado | 1-2 (pr) (1-0, 0-0, 0-1, 0-1) | Dallas | Ball Arena 18 109 spectateurs |

| Feuille de match | Feuille de match                             | Feuille de match | Feuille de match                                                                      | Feuille de match                                                |
| ---------------- | -------------------------------------------- | ---------------- | ------------------------------------------------------------------------------------- | --------------------------------------------------------------- |
|                  | Nitchouchkine (Girard, Malinski) — 8 min 9 s | 1-0 1-1 1-2      | Benn (Harley, Granlund) — 49 min 18 s (SN) Seguin (Marchment, Rantanen) — 65 min 31 s | Arbitrage : Jon McIsaac, Chris Rooney Kiel Murchison, CJ Murray |
| Blackwood        | Gardiens                                     | Oettinger        |                                                                                       | Arbitrage : Jon McIsaac, Chris Rooney Kiel Murchison, CJ Murray |
| 6 min            | Pénalités                                    | 12 min           |                                                                                       | Arbitrage : Jon McIsaac, Chris Rooney Kiel Murchison, CJ Murray |
| 28               | Tirs                                         | 28               |                                                                                       | Arbitrage : Jon McIsaac, Chris Rooney Kiel Murchison, CJ Murray |

| 26 avril | Colorado | 4-0 (2-0, 1-0, 1-0) | Dallas | Ball Arena 18 129 spectateurs |

| Feuille de match | Feuille de match | Feuille de match                              | Feuille de match | Feuille de match                                                        |
| ---------------- | --- | --------------------------------------------- | ---------------- | ----------------------------------------------------------------------- |
|                  | O'Connor — 12 min 39 s (IN) MacKinnon (Toews, Drouin) — 19 min 36 s (SN) Landeskog (Nelson) — 33 min 10 s Girard (Nelson, Landeskog) — 50 min 46 s | 1-0 2-0 3-0 4-0                               |                  | Arbitrage : Garrett Rank, Brian Pochmara Ryan Gibbons, Travis Gawryletz |
| Blackwood        | Gardiens | Oettinger (39 min 48 s) DeSmith (19 min 50 s) |                  | Arbitrage : Garrett Rank, Brian Pochmara Ryan Gibbons, Travis Gawryletz |
| 10 min           | Pénalités | 6 min                                         |                  | Arbitrage : Garrett Rank, Brian Pochmara Ryan Gibbons, Travis Gawryletz |
| 48               | Tirs | 23                                            |                  | Arbitrage : Garrett Rank, Brian Pochmara Ryan Gibbons, Travis Gawryletz |

| 28 avril | Dallas | 6-2 (2-0, 3-2, 1-0) | Colorado | American Airlines Center 18 532 spectateurs |

| Feuille de match | Feuille de match | Feuille de match                           | Feuille de match                                                                 | Feuille de match                                                     |
| ---------------- | --- | ------------------------------------------ | -------------------------------------------------------------------------------- | -------------------------------------------------------------------- |
|                  | Johnston (Dadonov, Ceci) — 9 s Harley (Johnston) — 19 min 15 s Rantanen (Hintz, Lioubouchkine) — 21 min 12 s Johnston (Duchene, Rantanen) — 36 min 48 s (SN) Marchment (Petrovic, Seguin) — 38 min 32 s Hintz (Rantanen) — 57 min 55 s (CV) | 1-0 2-0 3-0 3-1 3-2 4-2 5-2 6-2            | Lehkonen (Nečas, MacKinnon) — 32 min 11 s MacKinnon (Toews, Nečas) — 34 min 38 s | Arbitrage : Chris Rooney, Jon McIsaac Jonny Murray, Travis Gawryletz |
| Oettinger        | Gardiens | Blackwood (40 min) Wedgewood (18 min 30 s) |                                                                                  | Arbitrage : Chris Rooney, Jon McIsaac Jonny Murray, Travis Gawryletz |
| 32 min           | Pénalités | 34 min                                     |                                                                                  | Arbitrage : Chris Rooney, Jon McIsaac Jonny Murray, Travis Gawryletz |
| 27               | Tirs | 28                                         |                                                                                  | Arbitrage : Chris Rooney, Jon McIsaac Jonny Murray, Travis Gawryletz |

| 1er mai | Colorado | 7-4 (2-0, 1-4, 4-0) | Dallas | Ball Arena 18 099 spectateurs |

| Feuille de match | Feuille de match | Feuille de match                            | Feuille de match | Feuille de match                                               |
| ---------------- | --- | ------------------------------------------- | --- | -------------------------------------------------------------- |
|                  | Nitchouchkine (Nelson, Landeskog) — 6 min 29 s Lehkonen (Makar, Nečas) — 18 min 40 s Nečas (Makar, Toews) — 24 min 34 s Nitchouchkine (Landeskog, Nelson) — 46 min 2 s MacKinnon — 49 min 4 s Manson (MacKinnon) — 58 min 44 s (CV) Makar (MacKinnon) — 59 min 3 s (CV) | 1-0 2-0 2-1 2-2 3-2 3-3 3-4 4-4 5-4 6-4 7-4 | Hintz (Rantanen, Johnston) — 21 min 18 s (SN) Granlund (Hintz, Rantanen) — 23 min 41 s Hintz (Rantanen) — 27 min 51 s Rantanen (Hintz, Ceci) — 38 min 35 s | Arbitrage : Eric Furlatt, TJ Luxmore James Tobias, Trent Knorr |
| Blackwood        | Gardiens | Oettinger                                   | | Arbitrage : Eric Furlatt, TJ Luxmore James Tobias, Trent Knorr |
| 2 min            | Pénalités | 4 min                                       | | Arbitrage : Eric Furlatt, TJ Luxmore James Tobias, Trent Knorr |
| 48               | Tirs | 26                                          | | Arbitrage : Eric Furlatt, TJ Luxmore James Tobias, Trent Knorr |

| 3 mai | Dallas | 4-2 (0-0, 0-1, 4-1) | Colorado | American Airlines Center 18 532 spectateurs |

| Feuille de match | Feuille de match | Feuille de match        | Feuille de match                                                                       | Feuille de match                                                     |
| ---------------- | --- | ----------------------- | -------------------------------------------------------------------------------------- | -------------------------------------------------------------------- |
|                  | Rantanen (Bäck, Lioubouchkine) — 47 min 49 s Rantanen (Harley, Duchene) — 53 min 46 s (SN) Johnston (Duchene, Rantanen) — 56 min 4 s (SN) Rantanen (Seguin, Lindell) — 59 min 57 s (CV) | 0-1 0-2 1-2 2-2 3-2 4-2 | Manson (O'Connor) — 29 min 50 s (IN) MacKinnon (Lindgren, Nitchouchkine) — 40 min 31 s | Arbitrage : Wes McCauley, Dan O'Rourke Scott Cherrey, Kiel Murchison |
| Oettinger        | Gardiens | Blackwood               |                                                                                        | Arbitrage : Wes McCauley, Dan O'Rourke Scott Cherrey, Kiel Murchison |
| 6 min            | Pénalités | 8 min                   |                                                                                        | Arbitrage : Wes McCauley, Dan O'Rourke Scott Cherrey, Kiel Murchison |
| 19               | Tirs | 27                      |                                                                                        | Arbitrage : Wes McCauley, Dan O'Rourke Scott Cherrey, Kiel Murchison |

#### Vegas contre Minnesota
Les Golden Knights de Vegas, champions de la division Pacifique et deuxièmes de l'association de l'Ouest, sont qualifiés en séries éliminatoires pour la 7e fois en huit saison. Ils rencontrent le Wild du Minnesota, 7e de l'association, pour la deuxième fois de leur histoire en séries. En saison régulière les deux équipes se sont affrontées à trois reprises pour autant de victoires des Golden Knights.
| 20 avril | Vegas | 4-2 (1-1, 1-0, 2-1) | Minnesota | T-Mobile Arena 18 016 spectateurs |

| Feuille de match | Feuille de match | Feuille de match        | Feuille de match                                                       | Feuille de match                                                                       |
| ---------------- | --- | ----------------------- | ---------------------------------------------------------------------- | -------------------------------------------------------------------------------------- |
|                  | Hertl (Pietrangelo, Saad) — 15 min 22 s Dorofeïev (Theodore, Hertl) — 33 min 33 s (SN) Howden (Roy, Hanifin) — 42 min 28 s Howden — 59 min 59 s (SN + CV) | 1-0 1-1 2-1 3-1 3-2 4-2 | Boldy (Kaprizov, Hartman) — 17 min 42 s Boldy (Kaprizov) — 51 min 46 s | Arbitrage : Wes McCauley, Furman South, Frederick L'Ecuyer Ryan Gibbons, Bryan Pancich |
| Hill             | Gardiens | Gustavsson              |                                                                        | Arbitrage : Wes McCauley, Furman South, Frederick L'Ecuyer Ryan Gibbons, Bryan Pancich |
| 2 min            | Pénalités | 4 min                   |                                                                        | Arbitrage : Wes McCauley, Furman South, Frederick L'Ecuyer Ryan Gibbons, Bryan Pancich |
| 27               | Tirs | 20                      |                                                                        | Arbitrage : Wes McCauley, Furman South, Frederick L'Ecuyer Ryan Gibbons, Bryan Pancich |

| 22 avril | Vegas | 2-5 (0-3, 1-1, 1-1) | Minnesota | T-Mobile Arena 18 311 spectateurs |

| Feuille de match | Feuille de match                                       | Feuille de match            | Feuille de match | Feuille de match                                                           |
| ---------------- | ------------------------------------------------------ | --------------------------- | --- | -------------------------------------------------------------------------- |
|                  | Hanifin — 32 min 4 s Hertl (Pietrangelo) — 42 min 26 s | 0-1 0-2 0-3 0-4 1-4 2-4 2-5 | Boldy (Kaprizov, Brodin) — 9 min 56 s Foligno (Hartman) — 11 min 35 s Zuccarello Aasen (Johansson) — 17 min 15 s Kaprizov (Boldy) — 23 min 59 s Kaprizov — 57 min 34 s (CV) | Arbitrage : Dan O'Rourke, Frederick L'Ecuyer Ryan Gibbons, Kyle Flemington |
| Hill             | Gardiens                                               | Gustavsson                  | | Arbitrage : Dan O'Rourke, Frederick L'Ecuyer Ryan Gibbons, Kyle Flemington |
| 2 min            | Pénalités                                              | 0 min                       | | Arbitrage : Dan O'Rourke, Frederick L'Ecuyer Ryan Gibbons, Kyle Flemington |
| 32               | Tirs                                                   | 17                          | | Arbitrage : Dan O'Rourke, Frederick L'Ecuyer Ryan Gibbons, Kyle Flemington |

| 24 avril | Minnesota | 5-2 (2-1, 2-0, 1-1) | Vegas | Xcel Energy Center 19 058 spectateurs |

| Feuille de match | Feuille de match | Feuille de match                   | Feuille de match                                                                    | Feuille de match                                                   |
| ---------------- | --- | ---------------------------------- | ----------------------------------------------------------------------------------- | ------------------------------------------------------------------ |
|                  | Kaprizov (Buium, Boldy) — 3 min 13 s (SN) Rossi (Trenine) — 6 min 51 s Boldy — 31 min 5 s Kaprizov (Hartman, Rossi) — 39 min 58 s (SN) Foligno (Bogosian) — 58 min 27 s (IN + CV) | 1-0 2-0 2-1 3-1 4-1 4-2 5-2        | Pietrangelo (Hanifin) — 10 min 48 s Smith (Karlsson, Whitecloud) — 51 min 34 s (IN) | Arbitrage : Brian Pochmara, Garrett Rank Steve Barton, Tyson Baker |
| Gustavsson       | Gardiens | Hill (40 min) Schmid (18 min 56 s) |                                                                                     | Arbitrage : Brian Pochmara, Garrett Rank Steve Barton, Tyson Baker |
| 10 min           | Pénalités | 10 min                             |                                                                                     | Arbitrage : Brian Pochmara, Garrett Rank Steve Barton, Tyson Baker |
| 31               | Tirs | 32                                 |                                                                                     | Arbitrage : Brian Pochmara, Garrett Rank Steve Barton, Tyson Baker |

| 26 avril | Minnesota | 3-4 (pr) (1-1, 1-0, 1-2, 0-1) | Vegas | Xcel Energy Center 19 324 spectateurs |

| Feuille de match | Feuille de match | Feuille de match            | Feuille de match | Feuille de match                                                        |
| ---------------- | --- | --------------------------- | --- | ----------------------------------------------------------------------- |
|                  | Rossi (Brazeau, Trenine) — 10 min 43 s Foligno (Hartman, Zuccarello Aasen) — 21 min 24 s Spurgeon (Kaprizov, Eriksson Ek) — 50 min 57 s | 0-1 1-1 2-1 2-2 2-3 3-3 3-4 | Theodore (Barbachiov, Eichel) — 6 min 47 s (SN) Roy (Hertl, Dorofeïev) — 44 min 50 s (SN) Hertl (Stone, McNabb) — 50 min 3 s Barbachiov (Roy, Smith) — 77 min 26 s | Arbitrage : Trevor Hanson, Kyle Rehman Matt MacPherson, Julien Fournier |
| Gustavsson       | Gardiens | Hill                        | | Arbitrage : Trevor Hanson, Kyle Rehman Matt MacPherson, Julien Fournier |
| 10 min           | Pénalités | 4 min                       | | Arbitrage : Trevor Hanson, Kyle Rehman Matt MacPherson, Julien Fournier |
| 32               | Tirs | 46                          | | Arbitrage : Trevor Hanson, Kyle Rehman Matt MacPherson, Julien Fournier |

| 30 avril | Vegas | 3-2 (pr) (2-1, 0-0, 0-1, 1-0) | Minnesota | T-Mobile Arena 18 441 spectateurs |

| Feuille de match | Feuille de match                                                                                      | Feuille de match                        | Feuille de match                                                                                        | Feuille de match                                               |
| ---------------- | --- | --------------------------------------- | --- | -------------------------------------------------------------- |
|                  | Karlsson (Eichel) — 8 min 25 s (IN) Stone (Eichel) — 13 min 24 s Howden (Pearson, Hague) — 64 min 5 s | 1-0 1-1 2-1 2-2 3-2                     | Kaprizov (Zuccarello Aasen, Eriksson Ek) — 8 min 38 s (SN) Boldy (Eriksson Ek, Middleton) — 43 min 31 s | Arbitrage : Eric Furlatt, TJ Luxmore Kiel Murchison, CJ Murray |
| Hill             | Gardiens                                                                                              | Gustavsson (40 min) Fleury (24 min 5 s) | | Arbitrage : Eric Furlatt, TJ Luxmore Kiel Murchison, CJ Murray |
| 6 min            | Pénalités                                                                                             | 6 min                                   | | Arbitrage : Eric Furlatt, TJ Luxmore Kiel Murchison, CJ Murray |
| 32               | Tirs                                                                                                  | 22                                      | | Arbitrage : Eric Furlatt, TJ Luxmore Kiel Murchison, CJ Murray |

| 1er mai | Minnesota | 2-3 (1-1, 0-1, 1-1) | Vegas | Xcel Energy Center 19 047 spectateurs |

| Feuille de match | Feuille de match                                                             | Feuille de match    | Feuille de match | Feuille de match                                               |
| ---------------- | ---------------------------------------------------------------------------- | ------------------- | --- | -------------------------------------------------------------- |
|                  | Hartman (Foligno) — 19 min 56 s Hartman (Johansson, Middleton) — 56 min 33 s | 0-1 1-1 1-2 1-3 2-3 | Theodore (Olofsson, Eichel) — 3 min 30 s (SN) Eichel (Stone, McNabb) — 36 min 12 s Stone (McNabb, Theodore) — 56 min 2 s | Arbitrage : Gord Dwyer, Pierre Lambert Devin Berg, Bevan Mills |
| Gustavsson       | Gardiens                                                                     | Hill                | | Arbitrage : Gord Dwyer, Pierre Lambert Devin Berg, Bevan Mills |
| 8 min            | Pénalités                                                                    | 4 min               | | Arbitrage : Gord Dwyer, Pierre Lambert Devin Berg, Bevan Mills |
| 31               | Tirs                                                                         | 23                  | | Arbitrage : Gord Dwyer, Pierre Lambert Devin Berg, Bevan Mills |

#### Los Angeles contre Edmonton
Pour la quatrième saison consécutive, les Kings de Los Angeles et les Oilers d'Edmonton se rencontrent au 1er tour des séries éliminatoires, les trois confrontations précédentes ayant toutes été remportées par les Oilers. En saison régulière, les Kings ont gagné trois des quatre matchs qui les ont vu s'affronter. Pour Edmonton, Leon Draisaitl est le meilleur buteur et le 3e pointeur de la ligue et Connor McDavid en est le 4e passeur et le 6e pointeur. Du côté de Los Angeles, aucun joueur n'est présent dans les 10 premiers de ces classement ; Adrian Kempe est le meilleur buteur, avec Kevin Fiala, et pointeur de l'équipe, Anže Kopitar en est le meilleur passeur.
| 21 avril | Los Angeles | 6-5 (2-0, 2-1, 2-4) | Edmonton | Crypto.com Arena 18 145 spectateurs |

| Feuille de match | Feuille de match | Feuille de match                            | Feuille de match | Feuille de match                                                 |
| ---------------- | --- | ------------------------------------------- | --- | ---------------------------------------------------------------- |
|                  | Kouzmenko (Fiala, Kempe) — 2 min 49 s (SN) Byfield (Doughty, Anderson) — 19 min 27 s Kempe (Kouzmenko, Kopitar) — 34 min 47 s Danault (Byfield) — 37 min 43 s Fiala (Kempe, Kouzmenko) — 44 min 59 s (SN) Danault (Moore, Gavrikov) — 59 min 18 s | 1-0 2-0 3-0 4-0 4-1 4-2 5-2 5-3 5-4 5-5 6-5 | Draisaitl (McDavid, Bouchard) — 39 min 54 s Janmark (Frederic, J. Skinner) — 42 min 19 s Perry (McDavid, Bouchard) — 47 min 43 s Hyman (McDavid, Perry) — 57 min 56 s McDavid (Draisaitl, Bouchard) — 58 min 32 s | Arbitrage : Trevor Hanson, Kyle Rehman CJ Murray, Kiel Murchison |
| Kuemper          | Gardiens | S. Skinner                                  | | Arbitrage : Trevor Hanson, Kyle Rehman CJ Murray, Kiel Murchison |
| 4 min            | Pénalités | 10 min                                      | | Arbitrage : Trevor Hanson, Kyle Rehman CJ Murray, Kiel Murchison |
| 30               | Tirs | 25                                          | | Arbitrage : Trevor Hanson, Kyle Rehman CJ Murray, Kiel Murchison |

| 23 avril | Los Angeles | 6-2 (1-0, 2-1, 3-1) | Edmonton | Crypto.com Arena 18 145 spectateurs |

| Feuille de match | Feuille de match | Feuille de match                              | Feuille de match                                                               | Feuille de match                                                      |
| ---------------- | --- | --------------------------------------------- | ------------------------------------------------------------------------------ | --------------------------------------------------------------------- |
|                  | Clarke (Foegele, Danault) — 8 min 44 s (SN) Byfield (Gavrikov, Foegele) — 24 min 14 s Kouzmenko (Kempe, Kopitar) — 30 min 37 s (SN) Kempe (Kopitar) — 46 min 46 s Kopitar (Fiala, Kempe) — 49 min 7 s (SN) Kempe (Kouzmenko, Kopitar) — 51 min 9 s | 1-0 2-0 3-0 3-1 3-2 4-2 5-2 6-2               | Draisaitl (Klingberg) — 33 min 54 s Arvidsson (Kulak, Podkolzine) — 44 min 5 s | Arbitrage : Furman South, Wes McCauley Jonny Murray, Travis Gawryletz |
| Kuemper          | Gardiens | S. Skinner (50 min 30 s) Pickard (9 min 30 s) |                                                                                | Arbitrage : Furman South, Wes McCauley Jonny Murray, Travis Gawryletz |
| 6 min            | Pénalités | 20 min                                        |                                                                                | Arbitrage : Furman South, Wes McCauley Jonny Murray, Travis Gawryletz |
| 31               | Tirs | 26                                            |                                                                                | Arbitrage : Furman South, Wes McCauley Jonny Murray, Travis Gawryletz |

| 25 avril | Edmonton | 7-4 (2-1, 1-3, 4-0) | Los Angeles | Rogers Place 18 347 spectateurs |

| Feuille de match | Feuille de match | Feuille de match                            | Feuille de match | Feuille de match                                                            |
| ---------------- | --- | ------------------------------------------- | --- | --------------------------------------------------------------------------- |
|                  | Nugent-Hopkins (Hyman, McDavid) — 2 min 49 s Bouchard (Draisaitl) — 8 min 43 s (SN) Brown (Kane, Henrique) — 37 min 19 s Kane (McDavid, Walman) — 53 min 18 s Bouchard (Draisaitl) — 53 min 28 s (SN) McDavid (Hyman) — 58 min 20 s (CV) Brown (Podkolzine) — 59 min 52 s (CV) | 1-0 2-0 2-1 2-2 2-3 3-3 3-4 4-4 5-4 6-4 7-4 | Kempe (Doughty, Kopitar) — 17 min 18 s Fiala (Kempe, Kopitar) — 25 min 43 s (SN) Doughty (Moore, Danault) — 35 min 7 s (SN) Moore (Edmundson, Danault) — 37 min 28 s | Arbitrage : Frederick L'Ecuyer, Dan O'Rourke David Brisebois, Jesse Marquis |
| Pickard          | Gardiens | Kuemper                                     | | Arbitrage : Frederick L'Ecuyer, Dan O'Rourke David Brisebois, Jesse Marquis |
| 6 min            | Pénalités | 6 min                                       | | Arbitrage : Frederick L'Ecuyer, Dan O'Rourke David Brisebois, Jesse Marquis |
| 36               | Tirs | 28                                          | | Arbitrage : Frederick L'Ecuyer, Dan O'Rourke David Brisebois, Jesse Marquis |

| 27 avril | Edmonton | 4-3 (pr) (0-1, 1-2, 2-0, 1-0) | Los Angeles | Rogers Place 18 347 spectateurs |

| Feuille de match | Feuille de match | Feuille de match            | Feuille de match                                                                               | Feuille de match                                                    |
| ---------------- | --- | --------------------------- | ---------------------------------------------------------------------------------------------- | ------------------------------------------------------------------- |
|                  | Perry (Draisaitl, Nugent-Hopkins) — 24 min 11 s (SN) Bouchard (Draisaitl, McDavid) — 47 min 51 s Bouchard (Draisaitl, McDavid) — 59 min 31 s Draisaitl — 78 min 18 s (SN) | 0-1 0-2 1-2 1-3 2-3 3-3 4-3 | Moore (Danault) — 10 min 35 s Foegele (Danault) — 21 min 31 s Fiala (Laferriere) — 27 min 32 s | Arbitrage : Eric Furlatt, TJ Luxmore David Brisebois, Jesse Marquis |
| Pickard          | Gardiens | Kuemper                     |                                                                                                | Arbitrage : Eric Furlatt, TJ Luxmore David Brisebois, Jesse Marquis |
| 6 min            | Pénalités | 6 min                       |                                                                                                | Arbitrage : Eric Furlatt, TJ Luxmore David Brisebois, Jesse Marquis |
| 48               | Tirs | 41                          |                                                                                                | Arbitrage : Eric Furlatt, TJ Luxmore David Brisebois, Jesse Marquis |

| 29 avril | Los Angeles | 1-3 (0-0, 1-1, 0-2) | Edmonton | Crypto.com Arena 18 145 spectateurs |

| Feuille de match | Feuille de match                              | Feuille de match | Feuille de match | Feuille de match                                                             |
| ---------------- | --------------------------------------------- | ---------------- | --- | ---------------------------------------------------------------------------- |
|                  | Kouzmenko (Kopitar, Kempe) — 23 min 33 s (SN) | 1-0 1-1 1-2 1-3  | Kane (Klingberg) — 26 min 16 s Janmark (Arvidsson, Podkolzine) — 47 min 12 s Nugent-Hopkins (McDavid, Draisaitl) — 59 min 2 s (CV) | Arbitrage : Kendrick Nicholson, Francois StLaurent Trent Knorr, James Tobias |
| Kuemper          | Gardiens                                      | Pickard          | | Arbitrage : Kendrick Nicholson, Francois StLaurent Trent Knorr, James Tobias |
| 4 min            | Pénalités                                     | 6 min            | | Arbitrage : Kendrick Nicholson, Francois StLaurent Trent Knorr, James Tobias |
| 22               | Tirs                                          | 46               | | Arbitrage : Kendrick Nicholson, Francois StLaurent Trent Knorr, James Tobias |

| 1er mai | Edmonton | 6-4 (3-2, 2-1, 1-1) | Los Angeles | Rogers Place 18 347 spectateurs |

| Feuille de match | Feuille de match | Feuille de match                        | Feuille de match | Feuille de match                                                    |
| ---------------- | --- | --------------------------------------- | --- | ------------------------------------------------------------------- |
|                  | Henrique (Brown, Frederic) — 3 min 4 s Nugent-Hopkins (McDavid, Hyman) — 5 min 55 s (SN) Hyman (Nurse, Nugent-Hopkins) — 12 min 49 s Nurse (Podkolzine, Janmark) — 34 min 59 s Frederic (Brown, Kulak) — 36 min 35 s Brown — 59 min 58 s (CV) | 0-1 1-1 1-2 2-2 3-2 4-2 5-2 5-3 5-4 6-4 | Byfield (Fiala, Laferriere) — 1 min 19 s Clarke (Danault) — 3 min 37 s Spence (Fiala, Helenius) — 38 min 1 s Kopitar (Doughty, Laferriere) — 59 min 5 s | Arbitrage : Chris Rooney, Jon McIsaac Libor Suchanek, Scott Cherrey |
| Pickard          | Gardiens | Kuemper                                 | | Arbitrage : Chris Rooney, Jon McIsaac Libor Suchanek, Scott Cherrey |
| 4 min            | Pénalités | 2 min                                   | | Arbitrage : Chris Rooney, Jon McIsaac Libor Suchanek, Scott Cherrey |
| 29               | Tirs | 27                                      | | Arbitrage : Chris Rooney, Jon McIsaac Libor Suchanek, Scott Cherrey |

### Demi-finales d'association

#### Toronto contre Floride
| 5 mai | Toronto | 5-4 (3-1, 1-0, 1-3) | Floride | Scotiabank Arena 19 031 spectateurs |

| Feuille de match                         | Feuille de match | Feuille de match                    | Feuille de match | Feuille de match                                                    |
| ---------------------------------------- | --- | ----------------------------------- | --- | ------------------------------------------------------------------- |
|                                          | Nylander (Pacioretty, McCabe) — 33 s Nylander (Ekman-Larsson, Pacioretty) — 12 min 51 s Rielly (Nylander) — 17 min 16 s Tanev (McCabe, Knies) — 27 min 50 s Knies (Marner, Tanev) — 54 min | 1-0 2-0 2-1 3-1 4-1 4-2 4-3 5-3 5-4 | Jones (M. Tkachuk, Verhaeghe) — 16 min 57 s (SN) Luostarinen (Lundell, Marchand) — 41 min 39 s Balinskis (Schmidt, Marchand) — 44 min 30 s Bennett (Verhaeghe) — 58 min 5 s | Arbitrage : Chris Rooney, Graham Skilliter Ryan Gibbons, Ryan Daisy |
| Stolarz (30 min 12 s) Woll (29 min 46 s) | Gardiens | Bobrovski                           | | Arbitrage : Chris Rooney, Graham Skilliter Ryan Gibbons, Ryan Daisy |
| 6 min                                    | Pénalités | 10 min                              | | Arbitrage : Chris Rooney, Graham Skilliter Ryan Gibbons, Ryan Daisy |
| 29                                       | Tirs | 29                                  | | Arbitrage : Chris Rooney, Graham Skilliter Ryan Gibbons, Ryan Daisy |

| 7 mai | Toronto | 4-3 (1-1, 2-1, 1-1) | Floride | Scotiabank Arena 19 261 spectateurs |

| Feuille de match | Feuille de match | Feuille de match            | Feuille de match | Feuille de match                                                                             |
| ---------------- | --- | --------------------------- | --- | -------------------------------------------------------------------------------------------- |
|                  | Pacioretty (Rielly, Domi) — 18 min 19 s (SN) Nylander (Pacioretty, Ekman-Larsson) — 24 min 18 s Domi (Lorentz, Rielly) — 37 min 9 s Marner (McCabe, Matthews) — 45 min 50 s | 0-1 1-1 1-2 2-2 3-2 3-3 4-3 | Barkov (Jones) — 10 min 58 s (SN) Marchand (Lundell, Luostarinen) — 20 min 15 s Lundell (Ekblad, Luostarinen) — 45 min 33 s | Arbitrage : Dan O'Rourke, Francois StLaurent, Wes McCauley Shandor Alphonso, Matt MacPherson |
| Woll             | Gardiens | Bobrovski                   | | Arbitrage : Dan O'Rourke, Francois StLaurent, Wes McCauley Shandor Alphonso, Matt MacPherson |
| 8 min            | Pénalités | 10 min                      | | Arbitrage : Dan O'Rourke, Francois StLaurent, Wes McCauley Shandor Alphonso, Matt MacPherson |
| 20               | Tirs | 28                          | | Arbitrage : Dan O'Rourke, Francois StLaurent, Wes McCauley Shandor Alphonso, Matt MacPherson |

| 9 mai | Floride | 5-4 (pr) (1-2, 3-1, 0-1, 1-0) | Toronto | Amerant Bank Arena 19 842 spectateurs |

| Feuille de match | Feuille de match | Feuille de match                    | Feuille de match | Feuille de match                                                |
| ---------------- | --- | ----------------------------------- | --- | --------------------------------------------------------------- |
|                  | Barkov (Reinhart, Rodrigues) — 7 min 38 s Reinhart (Rodrigues, Ekblad) — 24 min 13 s Verhaeghe (Bennett, M. Tkachuk) — 25 min 17 s Gadjovich (Nosek, Schmidt) — 35 min 7 s Marchand (Koulikov, Verhaeghe) — 75 min 27 s | 0-1 0-2 1-2 1-3 2-3 3-3 4-3 4-4 5-4 | Knies (Matthews, Marner) — 23 s Tavares (Pacioretty, Nylander) — 5 min 57 s Tavares (Marner, Nylander) — 22 min 52 s (SN) Rielly (Matthews, Knies) — 50 min 56 s | Arbitrage : Wes McCauley, TJ Luxmore Scott Cherrey, Trent Knorr |
| Bobrovski        | Gardiens | Woll                                | | Arbitrage : Wes McCauley, TJ Luxmore Scott Cherrey, Trent Knorr |
| 8 min            | Pénalités | 6 min                               | | Arbitrage : Wes McCauley, TJ Luxmore Scott Cherrey, Trent Knorr |
| 36               | Tirs | 31                                  | | Arbitrage : Wes McCauley, TJ Luxmore Scott Cherrey, Trent Knorr |

| 11 mai | Floride | 2-0 (1-0, 0-0, 1-0) | Toronto | Amerant Bank Arena 19 894 spectateurs |

| Feuille de match | Feuille de match                                                                | Feuille de match | Feuille de match | Feuille de match                                                 |
| ---------------- | ------------------------------------------------------------------------------- | ---------------- | ---------------- | ---------------------------------------------------------------- |
|                  | Verhaeghe (M. Tkachuk, Barkov) — 15 min 45 s (SN) Bennett (Ekblad) — 52 min 9 s | 1-0 2-0          |                  | Arbitrage : Gord Dwyer, Francis Charron Ryan Daisy, Ryan Gibbons |
| Bobrovski        | Gardiens                                                                        | Woll             |                  | Arbitrage : Gord Dwyer, Francis Charron Ryan Daisy, Ryan Gibbons |
| 26 min           | Pénalités                                                                       | 27 min           |                  | Arbitrage : Gord Dwyer, Francis Charron Ryan Daisy, Ryan Gibbons |
| 37               | Tirs                                                                            | 23               |                  | Arbitrage : Gord Dwyer, Francis Charron Ryan Daisy, Ryan Gibbons |

| 14 mai | Toronto | 1-6 (0-1, 0-3, 1-2) | Floride | Scotiabank Arena 19 319 spectateurs |

| Feuille de match                        | Feuille de match                        | Feuille de match            | Feuille de match | Feuille de match                                                         |
| --------------------------------------- | --------------------------------------- | --------------------------- | --- | ------------------------------------------------------------------------ |
|                                         | Robertson (Domi, Lorentz) — 58 min 54 s | 0-1 0-2 0-3 0-4 0-5 0-6 1-6 | Ekblad (Reinhart, Boqvist) — 14 min 38 s Koulikov (Schmidt, M. Tkachuk) — 26 min 8 s Boqvist (Reinhart, Forsling) — 30 min 5 s Mikkola (Lundell, Luostarinen) — 34 min 1 s Greer (Gadjovich, Schmidt) — 46 min 23 s Bennett (Ekblad, Marchand) — 49 min 10 s (SN) | Arbitrage : Eric Furlatt, Kelly Sutherland Kiel Murchison, Jesse Marquis |
| Woll (46 min 23 s) Murray (13 min 37 s) | Gardiens                                | Bobrovski                   | | Arbitrage : Eric Furlatt, Kelly Sutherland Kiel Murchison, Jesse Marquis |
| 30 min                                  | Pénalités                               | 40 min                      | | Arbitrage : Eric Furlatt, Kelly Sutherland Kiel Murchison, Jesse Marquis |
| 32                                      | Tirs                                    | 32                          | | Arbitrage : Eric Furlatt, Kelly Sutherland Kiel Murchison, Jesse Marquis |

| 16 mai | Floride | 0-2 (0-0, 0-0, 0-2) | Toronto | Amerant Bank Arena 19 797 spectateurs |

| Feuille de match | Feuille de match | Feuille de match | Feuille de match                                                        | Feuille de match                                                 |
| ---------------- | ---------------- | ---------------- | ----------------------------------------------------------------------- | ---------------------------------------------------------------- |
|                  |                  | 0-1 0-2          | Matthews (Marner) — 46 min 20 s Pacioretty (McMann, Domi) — 54 min 17 s | Arbitrage : Jean Hebert, Garrett Rank Jonny Murray, James Tobias |
| Bobrovski        | Gardiens         | Woll             |                                                                         | Arbitrage : Jean Hebert, Garrett Rank Jonny Murray, James Tobias |
| 6 min            | Pénalités        | 8 min            |                                                                         | Arbitrage : Jean Hebert, Garrett Rank Jonny Murray, James Tobias |
| 22               | Tirs             | 17               |                                                                         | Arbitrage : Jean Hebert, Garrett Rank Jonny Murray, James Tobias |

| 18 mai | Toronto | 1-6 (0-0, 0-3, 1-3) | Floride | Scotiabank Arena 19 426 spectateurs |

| Feuille de match | Feuille de match           | Feuille de match            | Feuille de match | Feuille de match                                                             |
| ---------------- | -------------------------- | --------------------------- | --- | ---------------------------------------------------------------------------- |
|                  | Domi (McMann) — 42 min 7 s | 0-1 0-2 0-3 1-3 1-4 1-5 1-6 | Jones (Rodrigues, Barkov) — 23 min 15 s Lundell (Luostarinen, Marchand) — 27 min 18 s Gadjovich (Greer, Jones) — 29 min 39 s Luostarinen (Marchand) — 42 min 54 s Reinhart (Barkov) — 49 min 24 s Marchand (Luostarinen) — 56 min 57 s (CV) | Arbitrage : Jean Hebert, Chris Rooney, Garrett Rank Jonny Murray, Devin Berg |
| Woll             | Gardiens                   | Bobrovski                   | | Arbitrage : Jean Hebert, Chris Rooney, Garrett Rank Jonny Murray, Devin Berg |
| 2 min            | Pénalités                  | 0 min                       | | Arbitrage : Jean Hebert, Chris Rooney, Garrett Rank Jonny Murray, Devin Berg |
| 20               | Tirs                       | 34                          | | Arbitrage : Jean Hebert, Chris Rooney, Garrett Rank Jonny Murray, Devin Berg |

#### Washington contre Caroline
| 6 mai | Washington | 1-2 (pr) (0-0, 1-0, 0-1, 0-1) | Caroline | Capital One Arena 18 573 spectateurs |

| Feuille de match | Feuille de match                        | Feuille de match | Feuille de match                                                     | Feuille de match                                                |
| ---------------- | --------------------------------------- | ---------------- | -------------------------------------------------------------------- | --------------------------------------------------------------- |
|                  | Protas (Duhaime, Carlson) — 23 min 53 s | 1-0 1-1 1-2      | Stankoven (Kotkaniemi) — 49 min 42 s Slavin (Martinook) — 63 min 6 s | Arbitrage : Wes McCauley, TJ Luxmore Scott Cherrey, Trent Knorr |
| Thompson         | Gardiens                                | Andersen         |                                                                      | Arbitrage : Wes McCauley, TJ Luxmore Scott Cherrey, Trent Knorr |
| 6 min            | Pénalités                               | 4 min            |                                                                      | Arbitrage : Wes McCauley, TJ Luxmore Scott Cherrey, Trent Knorr |
| 14               | Tirs                                    | 33               |                                                                      | Arbitrage : Wes McCauley, TJ Luxmore Scott Cherrey, Trent Knorr |

| 8 mai | Washington | 3-1 (0-0, 1-0, 2-1) | Caroline | Capital One Arena 18 573 spectateurs |

| Feuille de match | Feuille de match                                                                                  | Feuille de match | Feuille de match                              | Feuille de match                                                    |
| ---------------- | ------------------------------------------------------------------------------------------------- | ---------------- | --------------------------------------------- | ------------------------------------------------------------------- |
|                  | McMichael — 22 min 16 s Carlson (Wilson, Strome) — 41 min 54 s (SN) Wilson (Protas) — 59 min (CV) | 1-0 2-0 2-1 3-1  | Gostisbehere (Jarvis, Aho) — 49 min 26 s (SN) | Arbitrage : Graham Skilliter, Chris Rooney Ryan Gibbons, Ryan Daisy |
| Thompson         | Gardiens                                                                                          | Andersen         |                                               | Arbitrage : Graham Skilliter, Chris Rooney Ryan Gibbons, Ryan Daisy |
| 6 min            | Pénalités                                                                                         | 6 min            |                                               | Arbitrage : Graham Skilliter, Chris Rooney Ryan Gibbons, Ryan Daisy |
| 21               | Tirs                                                                                              | 28               |                                               | Arbitrage : Graham Skilliter, Chris Rooney Ryan Gibbons, Ryan Daisy |

| 10 mai | Caroline | 4-0 (0-0, 2-0, 2-0) | Washington | Lenovo Center 19 174 spectateurs |

| Feuille de match | Feuille de match | Feuille de match | Feuille de match | Feuille de match                                                        |
| ---------------- | --- | ---------------- | ---------------- | ----------------------------------------------------------------------- |
|                  | Svetchnikov — 32 min 34 s Roslovic (Burns, Hall) — 38 min 57 s (SN) Robinson (Stankoven, Roslovic) — 43 min 14 s Blake (Gostisbehere, Jarvis) — 56 min 44 s (SN) | 1-0 2-0 3-0 4-0  |                  | Arbitrage : Dan O'Rourke, Francois StLaurent Jonny Murray, James Tobias |
| Andersen         | Gardiens | Thompson         |                  | Arbitrage : Dan O'Rourke, Francois StLaurent Jonny Murray, James Tobias |
| 8 min            | Pénalités | 18 min           |                  | Arbitrage : Dan O'Rourke, Francois StLaurent Jonny Murray, James Tobias |
| 28               | Tirs | 21               |                  | Arbitrage : Dan O'Rourke, Francois StLaurent Jonny Murray, James Tobias |

| 12 mai | Caroline | 5-2 (1-0, 1-0, 3-2) | Washington | Lenovo Center 19 138 spectateurs |

| Feuille de match | Feuille de match | Feuille de match            | Feuille de match                                                                      | Feuille de match                                                 |
| ---------------- | --- | --------------------------- | ------------------------------------------------------------------------------------- | ---------------------------------------------------------------- |
|                  | Gostisbehere (Kotkaniemi, Robinson) — 10 min 24 s Jarvis (Aho, Orlov) — 21 min 5 s Hall (Roslovic, Walker) — 48 min 24 s Walker (Hall) — 56 min 45 s Svetchnikov (Staal, Martinook) — 57 min 39 s (CV) | 1-0 2-0 2-1 3-1 3-2 4-2 5-2 | Chychrun (Roy, Dubois) — 45 min 18 s Ovetchkine (Strome, Chychrun) — 52 min 14 s (SN) | Arbitrage : Garrett Rank, Jean Hebert Jonny Murray, James Tobias |
| Andersen         | Gardiens | Thompson                    |                                                                                       | Arbitrage : Garrett Rank, Jean Hebert Jonny Murray, James Tobias |
| 12 min           | Pénalités | 8 min                       |                                                                                       | Arbitrage : Garrett Rank, Jean Hebert Jonny Murray, James Tobias |
| 37               | Tirs | 21                          |                                                                                       | Arbitrage : Garrett Rank, Jean Hebert Jonny Murray, James Tobias |

| 15 mai | Washington | 1-3 (1-1, 0-0, 0-2) | Caroline | Capital One Arena 18 573 spectateurs |

| Feuille de match | Feuille de match          | Feuille de match | Feuille de match                                                                                   | Feuille de match                                                        |
| ---------------- | ------------------------- | ---------------- | -------------------------------------------------------------------------------------------------- | ----------------------------------------------------------------------- |
|                  | Beauvillier — 13 min 41 s | 0-1 1-1 1-2 1-3  | Staal (Martinook) — 9 min 38 s Svetchnikov (Walker, Jarvis) — 58 min 1 s Jarvis — 59 min 33 s (CV) | Arbitrage : Gord Dwyer, Francis Charron Matt MacPherson, Kiel Murchison |
| Thompson         | Gardiens                  | Andersen         | | Arbitrage : Gord Dwyer, Francis Charron Matt MacPherson, Kiel Murchison |
| 4 min            | Pénalités                 | 6 min            | | Arbitrage : Gord Dwyer, Francis Charron Matt MacPherson, Kiel Murchison |
| 19               | Tirs                      | 22               | | Arbitrage : Gord Dwyer, Francis Charron Matt MacPherson, Kiel Murchison |

#### Winnipeg contre Dallas
| 7 mai | Winnipeg | 2-3 (0-0, 2-3, 0-0) | Dallas | Canada Life Centre 15 225 spectateurs |

| Feuille de match | Feuille de match                                                                | Feuille de match    | Feuille de match | Feuille de match                                              |
| ---------------- | ------------------------------------------------------------------------------- | ------------------- | --- | ------------------------------------------------------------- |
|                  | Niederreiter (Appleton, Fleury) — 23 min 30 s Scheifele (Vilardi) — 37 min 35 s | 1-0 1-1 1-2 1-3 2-3 | Rantanen (Dadonov, Steel) — 28 min 43 s Rantanen (Harley, Lioubouchkine) — 34 min 21 s Rantanen (Duchene, Hintz) — 36 min 38 s (SN) | Arbitrage : Jean Hebert, Garrett Rank Devin Berg, Bevan Mills |
| Hellebuyck       | Gardiens                                                                        | Oettinger           | | Arbitrage : Jean Hebert, Garrett Rank Devin Berg, Bevan Mills |
| 6 min            | Pénalités                                                                       | 10 min              | | Arbitrage : Jean Hebert, Garrett Rank Devin Berg, Bevan Mills |
| 32               | Tirs                                                                            | 24                  | | Arbitrage : Jean Hebert, Garrett Rank Devin Berg, Bevan Mills |

| 9 mai | Winnipeg | 4-0 (2-0, 1-0, 1-0) | Dallas | Canada Life Centre 15 225 spectateurs |

| Feuille de match | Feuille de match | Feuille de match | Feuille de match | Feuille de match                                                   |
| ---------------- | --- | ---------------- | ---------------- | ------------------------------------------------------------------ |
|                  | Vilardi (Ehlers, Morrissey) — 3 min 35 s (SN) Ehlers (Fleury, Scheifele) — 7 min 7 s Lowry (DeMelo, Niederreiter) — 31 min 2 s Ehlers (DeMelo) — 56 min 20 s (CV) | 1-0 2-0 3-0 4-0  |                  | Arbitrage : Kelly Sutherland, Eric Furlatt Devin Berg, Bevan Mills |
| Hellebuyck       | Gardiens | Oettinger        |                  | Arbitrage : Kelly Sutherland, Eric Furlatt Devin Berg, Bevan Mills |
| 12 min           | Pénalités | 16 min           |                  | Arbitrage : Kelly Sutherland, Eric Furlatt Devin Berg, Bevan Mills |
| 25               | Tirs | 21               |                  | Arbitrage : Kelly Sutherland, Eric Furlatt Devin Berg, Bevan Mills |

| 11 mai | Dallas | 5-2 (2-1, 0-1, 3-0) | Winnipeg | American Airlines Center 18 532 spectateurs |

| Feuille de match | Feuille de match | Feuille de match            | Feuille de match                                                            | Feuille de match                                                         |
| ---------------- | --- | --------------------------- | --------------------------------------------------------------------------- | ------------------------------------------------------------------------ |
|                  | Hintz (Rantanen, Harley) — 2 min 27 s (SN) Harley (Granlund, Steel) — 15 min 12 s Petrovic (Rantanen, Steel) — 43 min 51 s Rantanen (Hintz, Granlund) — 44 min 40 s Johnston (Benn, Dadonov) — 54 min 6 s | 1-0 1-1 2-1 2-2 3-2 4-2 5-2 | Connor (Vilardi) — 9 min 53 s Niederreiter (Morrissey, Miller) — 30 min 7 s | Arbitrage : Chris Rooney, Graham Skilliter Kiel Murchison, Jesse Marquis |
| Oettinger        | Gardiens | Hellebuyck                  |                                                                             | Arbitrage : Chris Rooney, Graham Skilliter Kiel Murchison, Jesse Marquis |
| 8 min            | Pénalités | 4 min                       |                                                                             | Arbitrage : Chris Rooney, Graham Skilliter Kiel Murchison, Jesse Marquis |
| 26               | Tirs | 25                          |                                                                             | Arbitrage : Chris Rooney, Graham Skilliter Kiel Murchison, Jesse Marquis |

| 13 mai | Dallas | 3-1 (1-0, 1-1, 1-0) | Winnipeg | American Airlines Center 18 532 spectateurs |

| Feuille de match | Feuille de match | Feuille de match | Feuille de match                        | Feuille de match                                                 |
| ---------------- | --- | ---------------- | --------------------------------------- | ---------------------------------------------------------------- |
|                  | Granlund (Harley, Robertson) — 8 min 36 s (SN) Granlund (Rantanen) — 37 min 52 s Granlund (Heiskanen, Duchene) — 47 min 23 s (SN) | 1-0 1-1 2-1 3-1  | Ehlers (Connor, Morrissey) — 21 min 2 s | Arbitrage : Wes McCauley, TJ Luxmore Matt MacPherson, Devin Berg |
| Oettinger        | Gardiens | Hellebuyck       |                                         | Arbitrage : Wes McCauley, TJ Luxmore Matt MacPherson, Devin Berg |
| 6 min            | Pénalités | 8 min            |                                         | Arbitrage : Wes McCauley, TJ Luxmore Matt MacPherson, Devin Berg |
| 24               | Tirs | 32               |                                         | Arbitrage : Wes McCauley, TJ Luxmore Matt MacPherson, Devin Berg |

| 15 mai | Winnipeg | 4-0 (0-0, 1-0, 3-0) | Dallas | Canada Life Centre 15 225 spectateurs |

| Feuille de match | Feuille de match | Feuille de match | Feuille de match | Feuille de match                                              |
| ---------------- | --- | ---------------- | ---------------- | ------------------------------------------------------------- |
|                  | Scheifele (Connor, Pionk) — 26 min 17 s Ehlers (Connor, Scheifele) — 42 min 20 s (SN) Namestnikov (Iafallo, Pionk) — 52 min 7 s (SN) Ehlers (Perfetti, Namestnikov) — 59 min 15 s (CV) | 1-0 2-0 3-0 4-0  |                  | Arbitrage : Wes McCauley, TJ Luxmore Ryan Daisy, Ryan Gibbons |
| Hellebuyck       | Gardiens | Oettinger        |                  | Arbitrage : Wes McCauley, TJ Luxmore Ryan Daisy, Ryan Gibbons |
| 24 min           | Pénalités | 26 min           |                  | Arbitrage : Wes McCauley, TJ Luxmore Ryan Daisy, Ryan Gibbons |
| 35               | Tirs | 22               |                  | Arbitrage : Wes McCauley, TJ Luxmore Ryan Daisy, Ryan Gibbons |

| 17 mai | Dallas | 2-1 (pr) (0-0, 1-1, 0-0, 1-0) | Winnipeg | American Airlines Center 18 532 spectateurs |

| Feuille de match | Feuille de match                                                                      | Feuille de match | Feuille de match                          | Feuille de match                                                 |
| ---------------- | ------------------------------------------------------------------------------------- | ---------------- | ----------------------------------------- | ---------------------------------------------------------------- |
|                  | Steel (Harley, Heiskanen) — 31 min 12 s Harley (Seguin, Marchment) — 61 min 33 s (SN) | 0-1 1-1 2-1      | Scheifele (Connor, Vilardi) — 25 min 28 s | Arbitrage : Jean Hebert, Garrett Rank Jonny Murray, James Tobias |
| Oettinger        | Gardiens                                                                              | Hellebuyck       |                                           | Arbitrage : Jean Hebert, Garrett Rank Jonny Murray, James Tobias |
| 0 min            | Pénalités                                                                             | 2 min            |                                           | Arbitrage : Jean Hebert, Garrett Rank Jonny Murray, James Tobias |
| 20               | Tirs                                                                                  | 23               |                                           | Arbitrage : Jean Hebert, Garrett Rank Jonny Murray, James Tobias |

#### Vegas contre Edmonton
| 6 mai | Vegas | 2-4 (2-1, 0-0, 0-3) | Edmonton | T-Mobile Arena 18 111 spectateurs |

| Feuille de match | Feuille de match                                                        | Feuille de match        | Feuille de match | Feuille de match                                                      |
| ---------------- | ----------------------------------------------------------------------- | ----------------------- | --- | --------------------------------------------------------------------- |
|                  | Stone (Karlsson, Theodore) — 2 min 13 s (SN) Stone (Eichel) — 9 min 3 s | 1-0 2-0 2-1 2-2 2-3 2-4 | Perry (McDavid, Draisaitl) — 16 min 26 s Draisaitl (Bouchard, McDavid) — 40 min 57 s Hyman (Kane, Nugent-Hopkins) — 56 min 58 s Brown (Bouchard) — 58 min 14 s | Arbitrage : Eric Furlatt, Kelly Sutherland Jonny Murray, James Tobias |
| Hill             | Gardiens                                                                | Pickard                 | | Arbitrage : Eric Furlatt, Kelly Sutherland Jonny Murray, James Tobias |
| 4 min            | Pénalités                                                               | 6 min                   | | Arbitrage : Eric Furlatt, Kelly Sutherland Jonny Murray, James Tobias |
| 17               | Tirs                                                                    | 28                      | | Arbitrage : Eric Furlatt, Kelly Sutherland Jonny Murray, James Tobias |

| 8 mai | Vegas | 4-5 (pr) (1-0, 1-3, 2-1, 0-1) | Edmonton | T-Mobile Arena 18 415 spectateurs |

| Feuille de match | Feuille de match | Feuille de match                    | Feuille de match | Feuille de match                                                      |
| ---------------- | --- | ----------------------------------- | --- | --------------------------------------------------------------------- |
|                  | Olofsson (Stone, Eichel) — 8 min 42 s (SN) Karlsson (Eichel, Pietrangelo) — 38 min 10 s Olofsson (Eichel, Stone) — 44 min 32 s (SN) Pietrangelo (Hanifin, Olofsson) — 51 min 58 s | 1-0 1-1 1-2 1-3 2-3 2-4 3-4 4-4 4-5 | Walman (Podkolzine, Arvidsson) — 31 min 31 s Podkolzine (Arvidsson, Klingberg) — 35 min 18 s Nurse (Nugent-Hopkins) — 37 min 17 s Kane (Hyman, Nugent-Hopkins) — 41 min 52 s Draisaitl (McDavid, Perry) — 75 min 20 s | Arbitrage : Gord Dwyer, Francis Charron Kiel Murchison, Jesse Marquis |
| Hill             | Gardiens | Pickard                             | | Arbitrage : Gord Dwyer, Francis Charron Kiel Murchison, Jesse Marquis |
| 21 min           | Pénalités | 10 min                              | | Arbitrage : Gord Dwyer, Francis Charron Kiel Murchison, Jesse Marquis |
| 32               | Tirs | 37                                  | | Arbitrage : Gord Dwyer, Francis Charron Kiel Murchison, Jesse Marquis |

| 10 mai | Edmonton | 3-4 (2-2, 0-1, 1-1) | Vegas | Rogers Place 18 347 spectateurs |

| Feuille de match | Feuille de match | Feuille de match            | Feuille de match | Feuille de match                                                   |
| ---------------- | --- | --------------------------- | --- | ------------------------------------------------------------------ |
|                  | Perry (McDavid, Draisaitl) — 7 min 19 s Perry (Bouchard, Nugent-Hopkins) — 11 min 12 s (SN) McDavid (Bouchard, Draisaitl) — 56 min 58 s | 1-0 2-0 2-1 2-2 2-3 3-3 3-4 | Roy (Hague, Kolesar) — 15 min 17 s Smith (Eichel, Whitecloud) — 16 min 11 s Karlsson (Hanifin, Pietrangelo) — 37 min 5 s Smith (Karlsson, McNabb) — 59 min 59 s | Arbitrage : Jean Hebert, Garrett Rank Matt MacPherson, Bevan Mills |
| S. Skinner       | Gardiens | Hill                        | | Arbitrage : Jean Hebert, Garrett Rank Matt MacPherson, Bevan Mills |
| 4 min            | Pénalités | 4 min                       | | Arbitrage : Jean Hebert, Garrett Rank Matt MacPherson, Bevan Mills |
| 20               | Tirs | 24                          | | Arbitrage : Jean Hebert, Garrett Rank Matt MacPherson, Bevan Mills |

| 12 mai | Edmonton | 3-0 (2-0, 1-0, 0-0) | Vegas | Rogers Place 18 347 spectateurs |

| Feuille de match | Feuille de match                                                                                         | Feuille de match | Feuille de match | Feuille de match                                                 |
| ---------------- | --- | ---------------- | ---------------- | ---------------------------------------------------------------- |
|                  | Henrique (Brown) — 1 min 27 s Henrique (Hyman, Kane) — 13 min 3 s Kane (McDavid, Bouchard) — 27 min 38 s | 1-0 2-0 3-0      |                  | Arbitrage : Wes McCauley, TJ Luxmore Matt MacPherson, Devin Berg |
| S. Skinner       | Gardiens                                                                                                 | Hill             |                  | Arbitrage : Wes McCauley, TJ Luxmore Matt MacPherson, Devin Berg |
| 13 min           | Pénalités                                                                                                | 11 min           |                  | Arbitrage : Wes McCauley, TJ Luxmore Matt MacPherson, Devin Berg |
| 32               | Tirs | 23               |                  | Arbitrage : Wes McCauley, TJ Luxmore Matt MacPherson, Devin Berg |

| 14 mai | Vegas | 0-1 (pr) (0-0, 0-0, 0-0, 0-1) | Edmonton | T-Mobile Arena 18 288 spectateurs |

| Feuille de match | Feuille de match | Feuille de match | Feuille de match                         | Feuille de match                                                     |
| ---------------- | ---------------- | ---------------- | ---------------------------------------- | -------------------------------------------------------------------- |
|                  |                  | 0-1              | Kapanen (Draisaitl, Nurse) — 67 min 19 s | Arbitrage : Dan O'Rourke, Francois StLaurent Devin Berg, Bevan Mills |
| Hill             | Gardiens         | S. Skinner       |                                          | Arbitrage : Dan O'Rourke, Francois StLaurent Devin Berg, Bevan Mills |
| 4 min            | Pénalités        | 2 min            |                                          | Arbitrage : Dan O'Rourke, Francois StLaurent Devin Berg, Bevan Mills |
| 24               | Tirs             | 32               |                                          | Arbitrage : Dan O'Rourke, Francois StLaurent Devin Berg, Bevan Mills |

### Finales d'association

#### Caroline contre Floride
| 20 mai | Caroline | 2-5 (1-2, 0-1, 1-2) | Floride | Lenovo Center 18 944 spectateurs |

| Feuille de match | Feuille de match                                                                        | Feuille de match            | Feuille de match | Feuille de match                                                                       |
| ---------------- | --------------------------------------------------------------------------------------- | --------------------------- | --- | -------------------------------------------------------------------------------------- |
|                  | Aho (Jarvis, Svetchnikov) — 19 min 44 s Blake (Jarvis, Gostisbehere) — 56 min 19 s (SN) | 0-1 0-2 1-2 1-3 1-4 1-5 2-5 | Verhaeghe (Barkov, M. Tkachuk) — 8 min 30 s (SN) Ekblad (Rodrigues) — 12 min 29 s Greer (Mikkola, Nosek) — 23 min 33 s Bennett (Rodrigues, Verhaeghe) — 46 min 8 s (SN) Luostarinen (Nosek, Forsling) — 54 min 55 s | Arbitrage : Eric Furlatt, Kelly Sutherland, Garrett Rank Jonny Murray, Matt MacPherson |
| Andersen         | Gardiens                                                                                | Bobrovski                   | | Arbitrage : Eric Furlatt, Kelly Sutherland, Garrett Rank Jonny Murray, Matt MacPherson |
| 8 min            | Pénalités                                                                               | 22 min                      | | Arbitrage : Eric Furlatt, Kelly Sutherland, Garrett Rank Jonny Murray, Matt MacPherson |
| 33               | Tirs                                                                                    | 20                          | | Arbitrage : Eric Furlatt, Kelly Sutherland, Garrett Rank Jonny Murray, Matt MacPherson |

| 22 mai | Caroline | 0-5 (0-3, 0-1, 0-1) | Floride | Lenovo Center 18 971 spectateurs |

| Feuille de match                      | Feuille de match | Feuille de match    | Feuille de match | Feuille de match                                                |
| ------------------------------------- | ---------------- | ------------------- | --- | --------------------------------------------------------------- |
|                                       |                  | 0-1 0-2 0-3 0-4 0-5 | Forsling (M. Tkachuk, Bennett) — 1 min 17 s M. Tkachuk (Verhaeghe, Mikkola) — 11 min 41 s Bennett (Verhaeghe, Rodrigues) — 15 min 50 s (SN) Bennett (Verhaeghe, Ekblad) — 39 min 21 s Barkov (Ekblad, Rodrigues) — 53 min 49 s (SN) | Arbitrage : Eric Furlatt, Dan O'Rourke Ryan Daisy, Ryan Gibbons |
| Andersen (40 min) Kotchetkov (20 min) | Gardiens         | Bobrovski           | | Arbitrage : Eric Furlatt, Dan O'Rourke Ryan Daisy, Ryan Gibbons |
| 4 min                                 | Pénalités        | 6 min               | | Arbitrage : Eric Furlatt, Dan O'Rourke Ryan Daisy, Ryan Gibbons |
| 17                                    | Tirs             | 21                  | | Arbitrage : Eric Furlatt, Dan O'Rourke Ryan Daisy, Ryan Gibbons |

| 24 mai | Floride | 6-2 (1-0, 0-1, 5-1) | Caroline | Amerant Bank Arena 19 836 spectateurs |

| Feuille de match | Feuille de match | Feuille de match                | Feuille de match                                                                           | Feuille de match                                                     |
| ---------------- | --- | ------------------------------- | ------------------------------------------------------------------------------------------ | -------------------------------------------------------------------- |
|                  | Mikkola (Rodrigues, Barkov) — 12 min 7 s Boqvist (Rodrigues, Ekblad) — 41 min 29 s Mikkola (Bennett, M. Tkachuk) — 46 min 26 s Barkov (M. Tkachuk) — 46 min 55 s Barkov (Boqvist) — 49 min 31 s Marchand (Lundell, Boqvist) — 50 min 37 s | 1-0 1-1 2-1 3-1 4-1 5-1 6-1 6-2 | Stankoven (Burns, Kotkaniemi) — 34 min 51 s (SN) Jarvis (Stankoven, Aho) — 51 min 1 s (SN) | Arbitrage : Wes McCauley, Francis Charron Scott Cherrey, Trent Knorr |
| Bobrovski        | Gardiens | Kotchetkov                      |                                                                                            | Arbitrage : Wes McCauley, Francis Charron Scott Cherrey, Trent Knorr |
| 45 min           | Pénalités | 22 min                          |                                                                                            | Arbitrage : Wes McCauley, Francis Charron Scott Cherrey, Trent Knorr |
| 28               | Tirs | 25                              |                                                                                            | Arbitrage : Wes McCauley, Francis Charron Scott Cherrey, Trent Knorr |

| 26 mai | Floride | 0-3 (0-0, 0-1, 0-2) | Caroline | Amerant Bank Arena 19 897 spectateurs |

| Feuille de match | Feuille de match | Feuille de match | Feuille de match                                                                                                  | Feuille de match                                              |
| ---------------- | ---------------- | ---------------- | --- | ------------------------------------------------------------- |
|                  |                  | 0-1 0-2 0-3      | Stankoven (Nikichine) — 30 min 45 s Aho (Svetchnikov, Jarvis) — 57 min 49 s (CV) Staal (Burns) — 58 min 15 s (CV) | Arbitrage : Garrett Rank, Jean Hebert Devin Berg, Bevan Mills |
| Bobrovski        | Gardiens         | Andersen         | | Arbitrage : Garrett Rank, Jean Hebert Devin Berg, Bevan Mills |
| 20 min           | Pénalités        | 12 min           | | Arbitrage : Garrett Rank, Jean Hebert Devin Berg, Bevan Mills |
| 20               | Tirs             | 28               | | Arbitrage : Garrett Rank, Jean Hebert Devin Berg, Bevan Mills |

| 28 mai | Caroline | 3-5 (2-0, 0-3, 1-2) | Floride | Lenovo Center 18 994 spectateurs |

| Feuille de match | Feuille de match                                                                             | Feuille de match                | Feuille de match | Feuille de match                                                     |
| ---------------- | -------------------------------------------------------------------------------------------- | ------------------------------- | --- | -------------------------------------------------------------------- |
|                  | Aho — 4 min 39 s Aho (Jarvis) — 18 min 54 s Jarvis (Svetchnikov, Gostisbehere) — 48 min 30 s | 1-0 2-0 2-1 2-2 2-3 3-3 3-4 3-5 | M. Tkachuk (Ekblad, Jones) — 27 min 23 s (SN) Rodrigues (Bennett, M. Tkachuk) — 27 min 53 s Lundell (Marchand) — 31 min 59 s Verhaeghe (Barkov, Reinhart) — 52 min 21 s Bennett (Barkov, Reinhart) — 59 min 6 s (CV) | Arbitrage : Jean Hebert, Kelly Sutherland Scott Cherrey, Trent Knorr |
| Andersen         | Gardiens                                                                                     | Bobrovski                       | | Arbitrage : Jean Hebert, Kelly Sutherland Scott Cherrey, Trent Knorr |
| 10 min           | Pénalités                                                                                    | 14 min                          | | Arbitrage : Jean Hebert, Kelly Sutherland Scott Cherrey, Trent Knorr |
| 23               | Tirs                                                                                         | 22                              | | Arbitrage : Jean Hebert, Kelly Sutherland Scott Cherrey, Trent Knorr |

#### Dallas contre Edmonton
| 21 mai | Dallas | 6-3 (1-1, 0-2, 5-0) | Edmonton | American Airlines Center 18 532 spectateurs |

| Feuille de match | Feuille de match | Feuille de match                    | Feuille de match | Feuille de match                                                     |
| ---------------- | --- | ----------------------------------- | --- | -------------------------------------------------------------------- |
|                  | Seguin — 15 min 22 s Heiskanen (Granlund, Marchment) — 40 min 32 s (SN) Granlund (Heiskanen, Seguin) — 43 min 49 s (SN) Duchene (Hintz, Rantanen) — 45 min 58 s (SN) Seguin (Steel, Robertson) — 56 min 2 s Lindell — 56 min 45 s (CV) | 0-1 1-1 1-2 1-3 2-3 3-3 4-3 5-3 6-3 | Draisaitl (Nurse, McDavid) — 10 min 19 s Nugent-Hopkins (McDavid, Draisaitl) — 26 min 8 s (SN) Bouchard (Nugent-Hopkins, Draisaitl) — 27 min 48 s | Arbitrage : Francis Charron, Wes McCauley Scott Cherrey, Trent Knorr |
| Oettinger        | Gardiens | S. Skinner                          | | Arbitrage : Francis Charron, Wes McCauley Scott Cherrey, Trent Knorr |
| 12 min           | Pénalités | 14 min                              | | Arbitrage : Francis Charron, Wes McCauley Scott Cherrey, Trent Knorr |
| 28               | Tirs | 27                                  | | Arbitrage : Francis Charron, Wes McCauley Scott Cherrey, Trent Knorr |

| 23 mai | Dallas | 0-3 (0-1, 0-2, 0-0) | Edmonton | American Airlines Center 18 532 spectateurs |

| Feuille de match | Feuille de match | Feuille de match | Feuille de match | Feuille de match                                              |
| ---------------- | ---------------- | ---------------- | --- | ------------------------------------------------------------- |
|                  |                  | 0-1 0-2 0-3      | Nugent-Hopkins (Bouchard, Draisaitl) — 5 min 51 s (SN) Kulak (McDavid, Bouchard) — 35 min 23 s Brown (Nugent-Hopkins, Walman) — 36 min 36 s | Arbitrage : Garrett Rank, Jean Hebert Devin Berg, Bevan Mills |
| Oettinger        | Gardiens         | S. Skinner       | | Arbitrage : Garrett Rank, Jean Hebert Devin Berg, Bevan Mills |
| 12 min           | Pénalités        | 6 min            | | Arbitrage : Garrett Rank, Jean Hebert Devin Berg, Bevan Mills |
| 25               | Tirs             | 25               | | Arbitrage : Garrett Rank, Jean Hebert Devin Berg, Bevan Mills |

| 25 mai | Edmonton | 6-1 (2-0, 1-1, 3-0) | Dallas | Rogers Place 18 347 spectateurs |

| Feuille de match | Feuille de match | Feuille de match            | Feuille de match                            | Feuille de match                                                         |
| ---------------- | --- | --------------------------- | ------------------------------------------- | ------------------------------------------------------------------------ |
|                  | Bouchard (Nugent-Hopkins, Kulak) — 14 min 2 s McDavid (Nugent-Hopkins, Hyman) — 14 min 38 s McDavid (Bouchard) — 39 min 41 s Hyman (Nugent-Hopkins, Kane) — 43 min 25 s Hyman (Kane) — 52 min 6 s Klingberg (Draisaitl, Kane) — 57 min 40 s (SN) | 1-0 2-0 2-1 3-1 4-1 5-1 6-1 | Robertson (Bichsel, Rantanen) — 35 min 35 s | Arbitrage : Eric Furlatt, Kelly Sutherland Jonny Murray, Matt MacPherson |
| S. Skinner       | Gardiens | Oettinger                   |                                             | Arbitrage : Eric Furlatt, Kelly Sutherland Jonny Murray, Matt MacPherson |
| 6 min            | Pénalités | 8 min                       |                                             | Arbitrage : Eric Furlatt, Kelly Sutherland Jonny Murray, Matt MacPherson |
| 24               | Tirs | 34                          |                                             | Arbitrage : Eric Furlatt, Kelly Sutherland Jonny Murray, Matt MacPherson |

| 27 mai | Edmonton | 4-1 (1-0, 1-1, 2-0) | Dallas | Rogers Place 18 347 spectateurs |

| Feuille de match | Feuille de match | Feuille de match    | Feuille de match                                | Feuille de match                                                |
| ---------------- | --- | ------------------- | ----------------------------------------------- | --------------------------------------------------------------- |
|                  | Draisaitl (Nugent-Hopkins, Perry) — 11 min 23 s (SN) Perry (Nugent-Hopkins, McDavid) — 29 min 20 s (SN) Kapanen (Kulak, Draisaitl) — 57 min 33 s (CV) Henrique (McDavid, Walman) — 59 min 10 s (CV) | 1-0 1-1 2-1 3-1 4-1 | Robertson (Harley, Granlund) — 26 min 57 s (SN) | Arbitrage : Dan O'Rourke, Chris Rooney Ryan Daisy, Ryan Gibbons |
| S. Skinner       | Gardiens | Oettinger           |                                                 | Arbitrage : Dan O'Rourke, Chris Rooney Ryan Daisy, Ryan Gibbons |
| 8 min            | Pénalités | 6 min               |                                                 | Arbitrage : Dan O'Rourke, Chris Rooney Ryan Daisy, Ryan Gibbons |
| 33               | Tirs | 29                  |                                                 | Arbitrage : Dan O'Rourke, Chris Rooney Ryan Daisy, Ryan Gibbons |

| 29 mai | Dallas | 3-6 (1-3, 1-1, 1-2) | Edmonton | American Airlines Center 18 532 spectateurs |

| Feuille de match                            | Feuille de match | Feuille de match                    | Feuille de match | Feuille de match                                                |
| ------------------------------------------- | --- | ----------------------------------- | --- | --------------------------------------------------------------- |
|                                             | Robertson (Johnston) — 11 min 40 s Hintz (Johnston, Harley) — 32 min 27 s (SN) Robertson (Rantanen, Harley) — 40 min 38 s | 0-1 0-2 0-3 1-3 2-3 2-4 3-4 3-5 3-6 | Perry (McDavid, Draisaitl) — 2 min 31 s (SN) Janmark (Arvidsson, Walman) — 7 min 9 s J. Skinner (Henrique, Frederic) — 8 min 7 s McDavid (Ekholm) — 34 min 28 s Kane (Draisaitl, Walman) — 43 min 21 s Kapanen — 59 min 49 s (CV) | Arbitrage : Wes McCauley, Chris Rooney Ryan Daisy, Ryan Gibbons |
| Oettinger (7 min 9 s) DeSmith (50 min 16 s) | Gardiens | S. Skinner                          | | Arbitrage : Wes McCauley, Chris Rooney Ryan Daisy, Ryan Gibbons |
| 4 min                                       | Pénalités | 4 min                               | | Arbitrage : Wes McCauley, Chris Rooney Ryan Daisy, Ryan Gibbons |
| 17                                          | Tirs | 23                                  | | Arbitrage : Wes McCauley, Chris Rooney Ryan Daisy, Ryan Gibbons |

### Finale de la Coupe Stanley
| 4 juin | Edmonton | 4-3 (pr) (1-2, 1-1, 1-0, 1-0) | Floride | Rogers Place 18 347 spectateurs |

| Feuille de match | Feuille de match | Feuille de match            | Feuille de match | Feuille de match                                                     |
| ---------------- | --- | --------------------------- | --- | -------------------------------------------------------------------- |
|                  | Draisaitl (Kapanen, Walman) — 1 min 6 s Arvidsson (Podkolzine, Bouchard) — 23 min 17 s Ekholm (McDavid, Kapanen) — 46 min 33 s Draisaitl (McDavid, Perry) — 79 min 29 s (SN) | 1-0 1-1 1-2 1-3 2-3 3-3 4-3 | Bennett (Verhaeghe, M. Tkachuk) — 10 min 49 s Marchand (Schmidt, Rodrigues) — 12 min 30 s (SN) Bennett (Schmidt, Verhaeghe) — 22 min | Arbitrage : Francis Charron, Wes McCauley Scott Cherrey, Trent Knorr |
| S. Skinner       | Gardiens | Bobrovski                   | | Arbitrage : Francis Charron, Wes McCauley Scott Cherrey, Trent Knorr |
| 6 min            | Pénalités | 8 min                       | | Arbitrage : Francis Charron, Wes McCauley Scott Cherrey, Trent Knorr |
| 46               | Tirs | 32                          | | Arbitrage : Francis Charron, Wes McCauley Scott Cherrey, Trent Knorr |

| 6 juin | Edmonton | 4-5 (2 pr) (3-2, 0-2, 1-0, 0-0, 0-1) | Floride | Rogers Place 18 347 spectateurs |

| Feuille de match | Feuille de match | Feuille de match                    | Feuille de match | Feuille de match                                               |
| ---------------- | --- | ----------------------------------- | --- | -------------------------------------------------------------- |
|                  | Kane (Arvidsson, Bouchard) — 7 min 39 s Bouchard (McDavid, Draisaitl) — 9 min 19 s Draisaitl (McDavid, Bouchard) — 12 min 37 s (SN) Perry (Walman, McDavid) — 59 min 42 s | 0-1 1-1 2-1 2-2 3-2 3-3 3-4 4-4 4-5 | Bennett (Schmidt, Rodrigues) — 2 min 7 s (SN) Jones (Luostarinen, Schmidt) — 11 min 37 s Koulikov (Verhaeghe, Jones) — 28 min 23 s Marchand (Lundell) — 32 min 9 s (IN) Marchand (Lundell) — 88 min 5 s | Arbitrage : Chris Rooney, Jean Hebert Devin Berg, Ryan Gibbons |
| S. Skinner       | Gardiens | Bobrovski                           | | Arbitrage : Chris Rooney, Jean Hebert Devin Berg, Ryan Gibbons |
| 12 min           | Pénalités | 16 min                              | | Arbitrage : Chris Rooney, Jean Hebert Devin Berg, Ryan Gibbons |
| 46               | Tirs | 42                                  | | Arbitrage : Chris Rooney, Jean Hebert Devin Berg, Ryan Gibbons |

| 9 juin | Floride | 6-1 (2-0, 2-1, 2-0) | Edmonton | Amerant Bank Arena 19 863 spectateurs |

| Feuille de match | Feuille de match | Feuille de match                               | Feuille de match                            | Feuille de match                                                     |
| ---------------- | --- | ---------------------------------------------- | ------------------------------------------- | -------------------------------------------------------------------- |
|                  | Marchand (Lundell, Luostarinen) — 56 s Verhaeghe (Rodrigues, Schmidt) — 17 min 45 s (SN) Reinhart (Verhaeghe) — 23 min Bennett (Luostarinen) — 27 min 26 s Ekblad (Reinhart, M. Tkachuk) — 43 min 27 s (SN) Rodrigues (Mikkola, Forsling) — 56 min 10 s (SN) | 1-0 2-0 2-1 3-1 4-1 5-1 6-1                    | Perry (Bouchard, Ekholm) — 21 min 40 s (SN) | Arbitrage : Francis Charron, Wes McCauley Scott Cherrey, Trent Knorr |
| Bobrovski        | Gardiens | S. Skinner (43 min 27 s) Pickard (16 min 33 s) |                                             | Arbitrage : Francis Charron, Wes McCauley Scott Cherrey, Trent Knorr |
| 55 min           | Pénalités | 85 min                                         |                                             | Arbitrage : Francis Charron, Wes McCauley Scott Cherrey, Trent Knorr |
| 31               | Tirs | 33                                             |                                             | Arbitrage : Francis Charron, Wes McCauley Scott Cherrey, Trent Knorr |

| 12 juin | Floride | 4-5 (pr) (3-0, 0-3, 1-1, 0-1) | Edmonton | Amerant Bank Arena 19 994 spectateurs |

| Feuille de match | Feuille de match | Feuille de match                          | Feuille de match | Feuille de match                                               |
| ---------------- | --- | ----------------------------------------- | --- | -------------------------------------------------------------- |
|                  | M. Tkachuk (Barkov) — 11 min 40 s (SN) M. Tkachuk (Reinhart, Barkov) — 16 min 56 s (SN) Lundell (Verhaeghe, Reinhart) — 19 min 18 s Reinhart (M. Tkachuk, Bennett) — 59 min 40 s | 1-0 2-0 3-0 3-1 3-2 3-3 3-4 4-4 4-5       | Nugent-Hopkins (Draisaitl, McDavid) — 23 min 33 s (SN) Nurse (Ekholm, Henrique) — 32 min 47 s Podkolzine (Nurse, Draisaitl) — 35 min 5 s Walman (Kapanen, Nugent-Hopkins) — 53 min 36 s Draisaitl (Podkolzine, Ekholm) — 71 min 18 s | Arbitrage : Jean Hebert, Chris Rooney Devin Berg, Ryan Gibbons |
| Bobrovski        | Gardiens | S. Skinner (20 min) Pickard (51 min 18 s) | | Arbitrage : Jean Hebert, Chris Rooney Devin Berg, Ryan Gibbons |
| 8 min            | Pénalités | 8 min                                     | | Arbitrage : Jean Hebert, Chris Rooney Devin Berg, Ryan Gibbons |
| 40               | Tirs | 35                                        | | Arbitrage : Jean Hebert, Chris Rooney Devin Berg, Ryan Gibbons |

| 14 juin | Edmonton | 2-5 (0-2, 0-0, 2-3) | Floride | Rogers Place 18 347 spectateurs |

| Feuille de match | Feuille de match                                                                | Feuille de match            | Feuille de match | Feuille de match                                                     |
| ---------------- | ------------------------------------------------------------------------------- | --------------------------- | --- | -------------------------------------------------------------------- |
|                  | McDavid (Bouchard, Ekholm) — 47 min 24 s Perry (Draisaitl, Nurse) — 56 min 47 s | 0-1 0-2 0-3 1-3 1-4 2-4 2-5 | Marchand (Lundell) — 9 min 12 s Bennett (M. Tkachuk) — 18 min 6 s Marchand (Luostarinen) — 45 min 12 s Reinhart (Barkov) — 48 min 10 s Luostarinen — 58 min 41 s (CV) | Arbitrage : Francis Charron, Wes McCauley Scott Cherrey, Trent Knorr |
| Pickard          | Gardiens                                                                        | Bobrovski                   | | Arbitrage : Francis Charron, Wes McCauley Scott Cherrey, Trent Knorr |
| 4 min            | Pénalités                                                                       | 6 min                       | | Arbitrage : Francis Charron, Wes McCauley Scott Cherrey, Trent Knorr |
| 21               | Tirs                                                                            | 19                          | | Arbitrage : Francis Charron, Wes McCauley Scott Cherrey, Trent Knorr |

| 17 juin | Floride | 5-1 | Edmonton | Amerant Bank Arena 19 983 spectateurs |

| Feuille de match | Feuille de match | Feuille de match        | Feuille de match                         | Feuille de match                                               |
| ---------------- | --- | ----------------------- | ---------------------------------------- | -------------------------------------------------------------- |
|                  | Reinhart — 4 min 36 s M. Tkachuk (Luostarinen, Lundell) — 19 min 13 s Reinhart (Barkov, Verhaeghe) — 37 min 31 s Reinhart (Barkov, Verhaeghe) — 53 min 26 s (CV) Reinhart (Verhaeghe, Ekblad) — 54 min 55 s (CV) | 1-0 2-0 3-0 4-0 5-0 5-1 | Podkolzine (Walman, Brown) — 55 min 18 s | Arbitrage : Chris Rooney, Jean Hebert Devin Berg, Ryan Gibbons |
| Bobrovski        | Gardiens | S. Skinner              |                                          | Arbitrage : Chris Rooney, Jean Hebert Devin Berg, Ryan Gibbons |
| 2 min            | Pénalités | 12 min                  |                                          | Arbitrage : Chris Rooney, Jean Hebert Devin Berg, Ryan Gibbons |
| 25               | Tirs | 29                      |                                          | Arbitrage : Chris Rooney, Jean Hebert Devin Berg, Ryan Gibbons |

### Feuilles de match
Les feuilles de match sont issues du site officiel de la Ligue nationale de hockey : https://www.nhl.com

#### Quarts de finale d'association
1. ↑  Toronto - Ottawa 20/04/2025
2. ↑  Toronto - Ottawa 22/04/2025
3. ↑  Ottawa - Toronto 24/04/2025
4. ↑  Ottawa - Toronto 26/04/2025
5. ↑  Toronto - Ottawa 30/04/2025
6. ↑  Ottawa - Toronto 01/05/2025
7. ↑  Tampa Bay - Floride 22/04/2025
8. ↑  Tampa Bay - Floride 24/04/2025
9. ↑  Floride - Tampa Bay 26/04/2025
10. ↑  Floride - Tampa Bay 28/04/2025
11. ↑  Tampa Bay - Floride 30/04/2025
12. ↑  Washington - Montréal 21/04/2025
13. ↑  Washington - Montréal 23/04/2025
14. ↑  Montréal - Washington 25/04/2025
15. ↑  Montréal - Washington 27/04/2025
16. ↑  Washington - Montréal 30/04/2025
17. ↑  Caroline - New Jersey 20/04/2025
18. ↑  New Jersey - Caroline 22/04/2025
19. ↑  Caroline - New Jersey 25/04/2025
20. ↑  Caroline - New Jersey 27/04/2025
21. ↑  New Jersey - Caroline 29/04/2025
22. ↑  Winnipeg - Saint-Louis 19/04/2025
23. ↑  Winnipeg - Saint-Louis 21/04/2025
24. ↑  Saint-Louis - Winnipeg 24/04/2025
25. ↑  Saint-Louis - Winnipeg 27/04/2025
26. ↑  Winnipeg - Saint-Louis 30/04/2025
27. ↑  Saint-Louis - Winnipeg 02/05/2025
28. ↑  Winnipeg - Saint-Louis 04/05/2025
29. ↑  Dallas - Colorado 19/04/2025
30. ↑  Dallas - Colorado 21/04/2025
31. ↑  Colorado - Dallas 23/04/2025
32. ↑  Colorado - Dallas 26/04/2025
33. ↑  Dallas - Colorado 28/04/2025
34. ↑  Colorado - Dallas 01/05/2025
35. ↑  Dallas - Colorado 03/05/2025
36. ↑  Vegas - Minnesota 20/04/2025
37. ↑  Vegas - Minnesota 22/04/2025
38. ↑  Minnesota - Vegas 24/04/2025
39. ↑  Minnesota - Vegas 26/04/2025
40. ↑  Vegas - Minnesota 30/04/2025
41. ↑  Minnesota - Vegas 01/05/2025
42. ↑  Los Angeles - Edmonton 21/04/2025
43. ↑  Los Angeles - Edmonton 23/04/2025
44. ↑  Edmonton - Los Angeles 25/04/2025
45. ↑  Edmonton - Los Angeles 27/04/2025
46. ↑  Los Angeles - Edmonton 29/04/2025
47. ↑  Edmonton - Los Angeles 01/05/2025

#### Demi-finales d'association
1. ↑  Toronto - Floride 05/05/2025
2. ↑  Toronto - Floride 07/05/2025
3. ↑  Floride - Toronto 09/05/2025
4. ↑  Floride - Toronto 11/05/2025
5. ↑  Toronto - Floride 14/05/2025
6. ↑  Floride - Toronto 16/05/2025
7. ↑  Toronto - Floride 18/05/2025
8. ↑  Washington - Caroline 06/05/2025
9. ↑  Washington - Caroline 08/05/2025
10. ↑  Caroline - Washington 10/05/2025
11. ↑  Caroline - Washington 12/05/2025
12. ↑  Washington - Caroline 15/05/2025
13. ↑  Winnipeg - Dallas 07/05/2025
14. ↑  Winnipeg - Dallas 09/05/2025
15. ↑  Dallas - Winnipeg 11/05/2025
16. ↑  Dallas - Winnipeg 13/05/2025
17. ↑  Winnipeg - Dallas 15/05/2025
18. ↑  Dallas - Winnipeg 17/05/2025
19. ↑  Vegas - Edmonton 06/05/2025
20. ↑  Vegas - Edmonton 08/05/2025
21. ↑  Edmonton - Vegas 10/05/2025
22. ↑  Edmonton - Vegas 12/05/2025
23. ↑  Vegas - Edmonton 14/05/2025

#### Finales d'association
1. ↑  Caroline - Floride 20/05/2025
2. ↑  Caroline - Floride 22/05/2025
3. ↑  Floride - Caroline 24/05/2025
4. ↑  Floride - Caroline 26/05/2025
5. ↑  Caroline - Floride 28/05/2025
6. ↑  Dallas - Edmonton 21/05/2025
7. ↑  Dallas - Edmonton 23/05/2025
8. ↑  Edmonton - Dallas 25/05/2025
9. ↑  Edmonton - Dallas 27/05/2025
10. ↑  Dallas - Edmonton 29/05/2025

#### Finale
1. ↑  Edmonton - Floride 04/06/2025
2. ↑  Edmonton - Floride 04/06/2025
3. ↑  Floride - Edmonton 09/06/2025
4. ↑  Floride - Edmonton 12/06/2025
5. ↑  Edmonton - Floride 14/06/2025
6. ↑  Floride - Edmonton 17/06/2025